# Route du bord de mer (Alpes-Maritimes)
 (juillet 2022).
La route du bord de mer est une route touristique de la Côte d'Azur qui longe la mer Méditerranée, depuis Le Trayas à l'est de Saint-Raphaël (dans le département du Var) jusqu'à Menton et la frontière italienne, sur une longueur d'une centaine de kilomètres, en passant par les communes de Saint-Raphaël (village du Trayas), Théoule-sur-Mer, Mandelieu-la-Napoule, La Bocca,  Cannes, Vallauris, Antibes, Villeneuve-Loubet, Cagnes-sur-Mer, Saint-Laurent-du-Var, Nice, Villefranche-sur-Mer, Pont Saint-Jean, Beaulieu-sur-Mer, Èze-sur-mer, Cap-d'Ail, la principauté de Monaco, Roquebrune-Cap-Martin et Menton. Elle est une partie de l'ancienne route nationale 98 devenue route départementale 6098 dans les Alpes-Maritimes ou route métropolitaine 6098 dans la Métropole Nice Côte d'Azur (de Cagnes sur mer à Cap d'Ail).
Entre Nice et Roquebrune-Cap-Martin, la D 6098 porte également le nom de Basse corniche.
Du fait du relief tourmenté dans cette région des Préalpes de Nice, la route ne longe pas toujours le bord de mer, mais s'en éloigne parfois, positionnée en corniche à des altitudes assez variées. Son point culminant se situe dans le massif de l'Esterel, à une altitude de 110 m, au droit de la pointe de la Galère. Les divers cols rencontrés sont bien connus des cyclistes amateurs.
Compte tenu d’une importante urbanisation en bordure de côte — on parle même de artificialisation du littoral —, la route est presque entièrement en agglomération, imposant une vitesse de 50 km/h. À de rares exceptions, des vitesses supérieures sont autorisées sur certains tronçons. Inversement certaines traversées de villes ont imposé des zones 30.

## Historique
Sur son parcours, un tronçon de la voie romaine Via Aurelia est identifié le long du parc de Vaugrenier entre Villeneuve-Loubet et Antibes. Sous l’Empire, cette voie romaine est aménagée en Via Julia Augusta. Pendant de nombreux siècles, le littoral demeure quadrillé de nombreux chemins vicinaux, souvent en mauvais état. Ils sont plus ou moins entretenus par les autorités locales. Au XIXe siècle, l’avènement du chemin de fer freine le développement du réseau routier.
La route par le bord de mer est créée en 1933, et elle est définie, alors, comme la route de Marseille à Menton. Elle se confond par endroits avec la mythique Nationale 7 (ou N7 ou RN7). À la suite de la réforme de 1972, son tracé a alors été presque intégralement repris par la RN98 dans les Alpes-Maritimes (à l'exception du pourtour du Cap d'Antibes, inscrit D2559), avant son déclassement définitif en 2006 et de porter la numérotation D6098.

## Une route en symbiose avec la mer
Cette symbiose a de bons côtés avec la présence, tout au long de la Route, de nombreuses plages et ports de plaisance ; elle présente également les inconvénients d'une mer qui peut se rendre agressive et destructrice à son encontre.

### La mer pour le plaisir

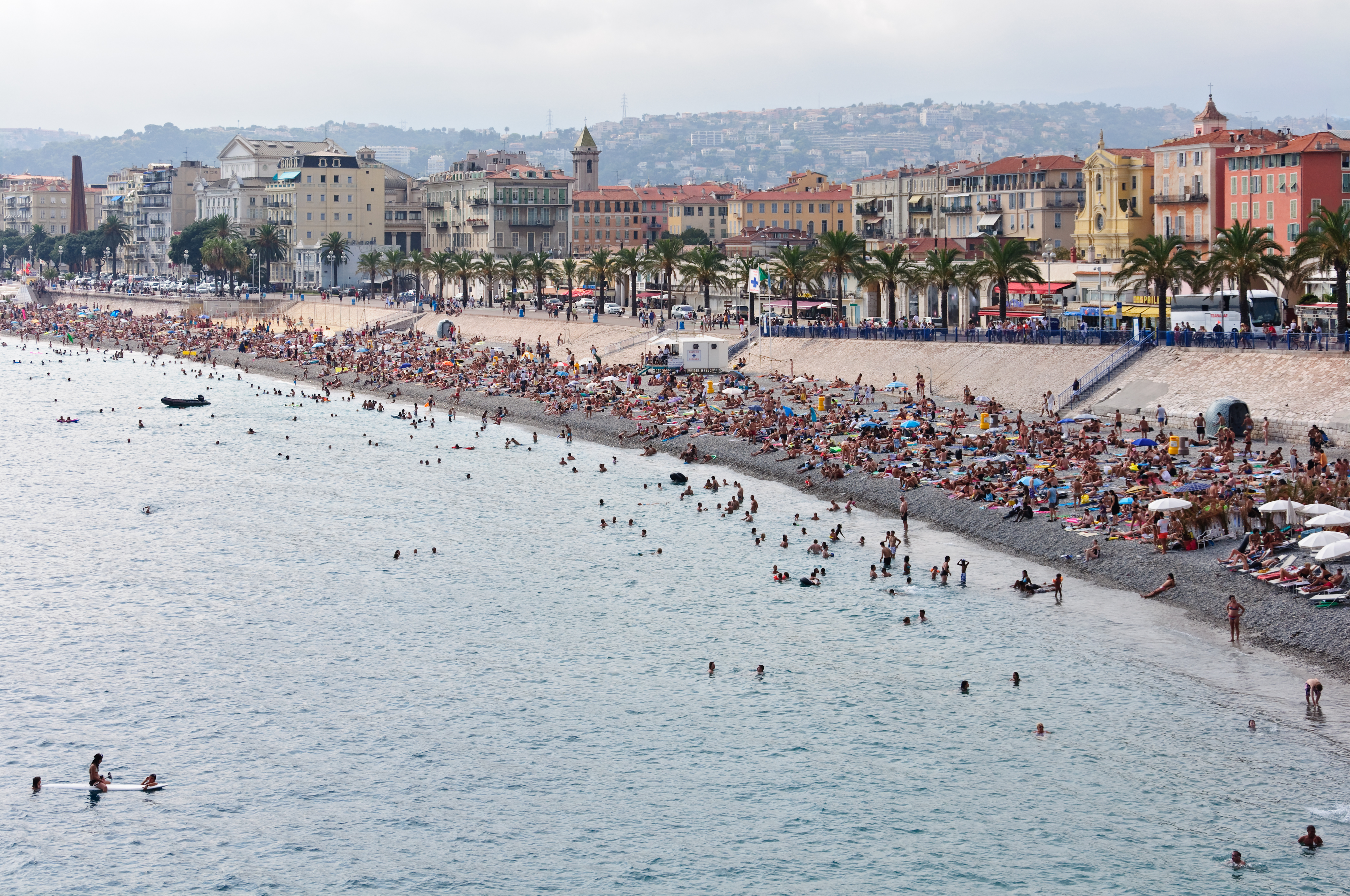
Plage des Ponchettes à Nice

De très nombreux kilomètres de plages bordent la route permettant à ses usagers de s'adonner aux plaisirs de la natation et autres activités nautiques. La route longe 29 ports de plaisance sur une centaine de kilomètres, offrant un total de plus de 15 000 places, ce qui en fait une densité kilométrique des plus élevées en Europe. Ces ports sont aussi un moyen d'accès à la route, en de nombreux points, pour les plaisanciers cabotant le long de la côte. Ces ports offrent aussi des animations aux utilisateurs de la route, des commerces, des restaurants, des parkings, avec également la possibilité de s'évader en mer, soit sur des navires de commerce soit en louant des bateaux auprès de loueurs présents sur presque tous les ports.

### La mer agressive

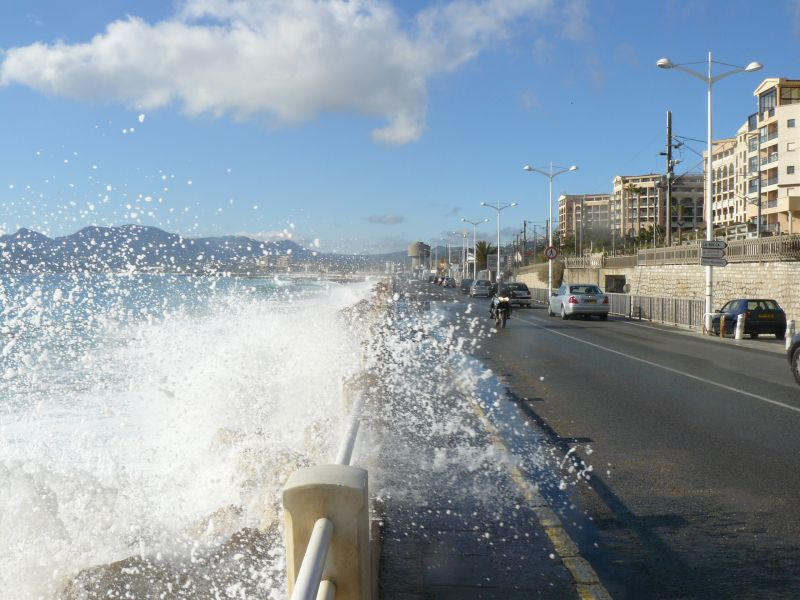
Coup de mer à Cannes la Bocca

La mer recouvre parfois la route lors de tempêtes, lui causant de graves dégâts, avec, parfois,  des victimes. Elle commence à être — et va être de plus en plus — soumise aux effets du réchauffement climatique avec une montée des eaux qui finira par rendre impraticables certaines portions, ou nécessiter d'importants travaux de surélévation. Des tempêtes plus importantes, dès le début du XXIe siècle, ont causé des dégâts de plus en plus fréquents à la route elle-même, aux véhicules y circulant et aux installations construites entre la route et la mer, dont les restaurants de plage. Des fermetures temporaires de portions de la route, lors de ces tempêtes, ont été décrétées créant des embouteillages gigantesques, le trafic devant être reporté sur la Nationale 7.
Les principales portions concernées se trouvent sur la commune de Cannes, par coups de labbé,, à hauteur du quai Laubeuf à l'entrée du Vieux-Port de Cannes, ; sur La Croisette, par vent violent de sud-ouest, phénomène rare le jour de l'an 2010, valant aux restaurants de plage des dégâts considérables,, — Cette vague dévastatrice devait être la dernière, un système de protection devant être installé au mois d'avril suivant, malheureusement le système installé fonctionne mal et fait polémique — sur les boulevards Eugène-Gazagnaire, à la sortie de Cannes, par coup de Levant, du Littoral à Golfe-Juan, James-Wyllie à Antibes, par vent d'Est ; sur la portion d'Antibes à Villeneuve-Loubet ; sur le boulevard de la Plage à Cagnes-sur-Mer,,. 
Les autres vents méditerranéens, mistral, ponant, libeccio, soufflant de terre, ne lèvent pas un fetch suffisant pour créer des vagues balayant la route. Par contre, ils peuvent être gênants pour ses usagers, surtout en deux-roues.

### Les grandes tempêtes dévastatrices

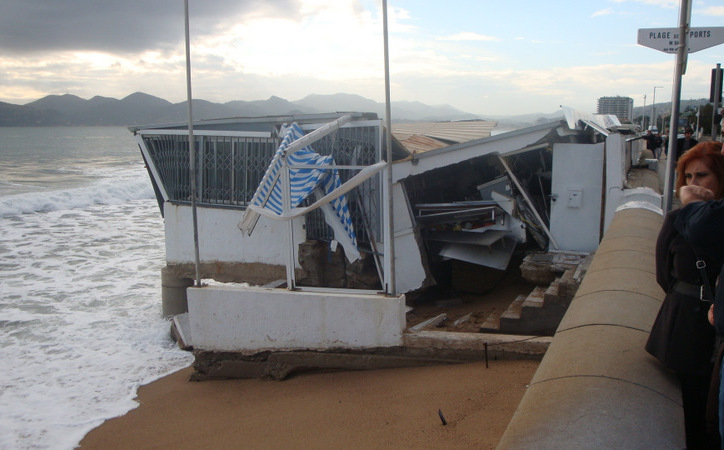
Le restaurant "Plage des sports" de Cannes détruit après la tempête du 9 novembre 2011

Les tempêtes ont des effets néfastes et dévastateurs sur la route elle-même, sur les plages qui la bordent et aussi, parfois, dans les ports de plaisance. Historiquement les événements qui font référence datent des mois de novembre et décembre 1959. Ces intempéries hors normes précèdent la rupture du barrage de Malpasset le 2 décembre 1959 et provoquent la destruction complète de la route entre Antibes et Villeneuve-Loubet, quartiers envahis par les fleuves en crue dont le Paillon qui inquiète beaucoup Nice, raz de marée sur Nice, etc.

Plus récemment, la Côte d'Azur a été particulièrement affectée par des coups de mer à des dates parfois inattendues :
- les 1er décembre 2008[6], 27 décembre 2008[14],
- le 7 janvier 2009[8], 26 janvier 2009[15],
- le 2 janvier 2010[5], 19 février 2010[9],[16],
- le 4 mai 2010 — la quatrième en 4 mois, causant des dégâts considérables sur toute la Côte d'Azur, submergeant la route du bord de mer sur des dizaines de kilomètres, principalement à Nice[17],[18]et à Cannes[19], démolissant les installations des plages à huit jours du début du festival de Cannes et causant plus d'un million d'euros de dégâts sur le seul quai Laubeuf[20],
- le 10 novembre 2010, la quatrième de l'année, avec encore des routes coupées et des dégâts sur les plages de Cannes[21],
- début novembre 2011, où l'épisode très long de gros mauvais temps, causa, outre de graves inondations et dégâts dans toute la région, des perturbations dans l'organisation du G20 de Cannes, la route étant fermée sur La Bocca obligeant les convois des chefs d'État à se dérouter par la nationale 7 créant des embouteillages non prévus, et, pendant les sept jours suivants, de longues coupures de la route en de nombreux endroits, pratiquement sur tous les secteurs où elle longe la mer et de nombreux dégâts allant jusqu'à la destruction complète d'un restaurant datant de plusieurs dizaines d'années ;
- les 4 et 5 novembre 2014, à la suite d'un épisode de pluies exceptionnelles sur la Méditerranée avec de nombreux dégâts et même un gros navire échoué devant le Carlton[22],[23]

## Une route accidentogène
Le bilan de la sécurité routière place le département des Alpes-Maritimes au 6e rang des départements les plus accidentogènes sur le plan national. Les deux-tiers des accidents se produisent sur la frange littorale, où l'on retrouve l'essentiel de l'urbanisation. La route y participe pour une bonne partie, compte tenu de la circulation de centaines de milliers de touristes, et du profil de la route mélangeant des parcours sinueux et de longues lignes droites sources d'excès de vitesse.
Le climat méditerranéen favorise une population importante de deux-roues, représentant 8 % du parc national, alors que celui des voitures n'est que 2 %, qui paient un lourd tribut, représentant près de 50 % des victimes. D'ailleurs, la route est bordée de nombreux ex-votos à la mémoire de ces disparus, parfois un simple bouquet de fleurs accroché à une palissade ou un arbre. Quant aux blessés polytraumatisés, certains sont soignés dans le centre héliomarin de Vallauris situé sur une colline dominant la route.
Les piétons sont aussi souvent les victimes de ces accidents — plusieurs morts chaque année —, même traversant un passage protégé, à cause de graves fautes de conduite et de non-respect du  code de la route, ou de simples règles de civisme, de véhicules en excès de vitesse, aggravés par des conducteurs sous l'emprise de boissons alcoolisées ou de stupéfiants. Il n'est pas rare, alors, de voir sur la route, en plus des ambulances du SAMU, un hélicoptère de la Sécurité civile posé sur la chaussée prêt à emporter les blessés vers l'hôpital le plus proche. 
Début 2009, deux radars fixes sont installés sur la centaine de kilomètres de la Route : en face du port de Saint-Laurent-du-Var, un radar dans chaque sens de circulation et sur la Promenade des Anglais au niveau de la sortie de l’aéroport, entre le pont Napoléon-III et la bretelle d’accès à la RN 202 (sens Cagnes-Nice). Mais les sept radars mobiles de la gendarmerie et les six de la police veillent, ainsi que voitures et motos banalisées, jumelles laser et même hélicoptère, voient leurs infractions grimper de 60 % par rapport à l'année précédente — même pour les cyclistes —, avec plus de 400 000 PV dressés.

## Hôtels et restaurants en bordure de route
Un aussi long parcours touristique de 100 km, probablement l'un des plus longs au monde, est forcément bordé de dizaines d'hôtels et restaurants. Il est hors de question de les lister tous. On ne mentionne que les palaces et restaurants réputés, nombre d'entre eux ayant déjà un article dans l'encyclopédie.

### Palaces de bord de mer
Sont marqués (5*) ceux qui ont obtenu ce label, le département des Alpes-Maritimes en détenant le record en France.
- Cannes : Canopy by Hilton Cannes, Le Majestic(5*), Le Grand Hôtel (5*)[34], JW Marriott Cannes(5*), Hôtel Carlton(5*), Hôtel Martinez(5*)
- Juan-les-Pins : le Belles-Rives(5*)
- Antibes : hôtel du Cap-Eden-Roc(5*), Impérial Garoupe(5*)[35]
- Nice : Hôtel Negresco(5*), Palais de la Méditerranée(5*)
- Saint-Jean-Cap-Ferrat : Hôtel Royal Riviera(5*), Grand Hôtel du Cap Ferrat(5*).
- Èze-Bord-de-Mer : Hôtel Cap Estel(5*)[36]
- Roquebrune-Cap-Martin : le Monte-Carlo Beach Hôtel(5*)

### Restaurants réputés
Autant de haltes possibles pour les très nombreux touristes la parcourant, concourant au patrimoine culinaire; ne sont cités, au cours de la description du parcours, que ceux éminemment distingués par des étoiles (*) du Guide Michelin, citées en ligne sur le site ViaMichelin, ainsi que leurs chefs, ou au moins deux palmes (##) du Guide Gantié (voir références bibliographiques). La liste en est évolutive annuellement lors des sorties des ouvrages de références, très attendus des restaurateurs car faisant ou défaisant leur renommée et... leur chiffre d'affaires.

## Villes et fleuves traversés et grands caps

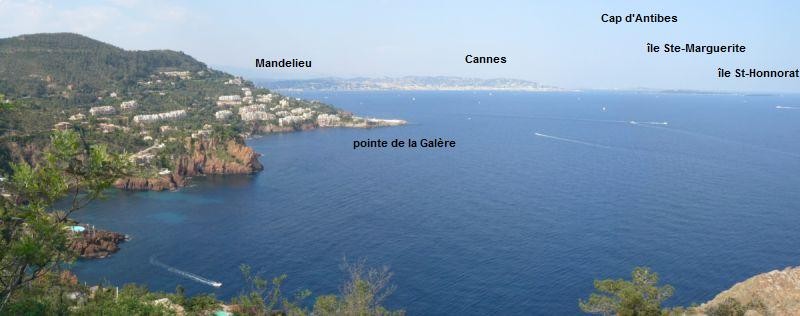
La Route vue depuis Miramar

La description qui suit est faite dans le sens ouest-est depuis le début de la route à la sortie du Trayas, jusqu'à la frontière italienne. La route ne suit pas toujours le bord de mer, des digressions sont proposées permettant de suivre, ou aller voir, cette mare nostrum au plus près. Son parcours peut être visualisé sur Internet dans divers sites comme Google Maps, dont certaines portions de la route sont complètement décrites avec des photos visibles avec la fonction Street View, ViaMichelin qui fournit des informations touristiques sur les hôtels, les restaurants et les itinéraires routiers, le site routes.wikia.com qui en donne le tracé précis, Géoportail donnant des informations supplémentaires telles que le réseau hydrographique. La route est caractérisée par un grand nombre de ports de plaisance. Ils sont cités avec références à leurs caractéristiques. Elle est bordée de dizaines de monuments du patrimoine national, bâtiments répertoriés aux Monuments historiques, dont les grands palaces

### Début de la route
43° 28′ 51,67″ N, 6° 55′ 48,76″ E - km 0, altitude 23 m

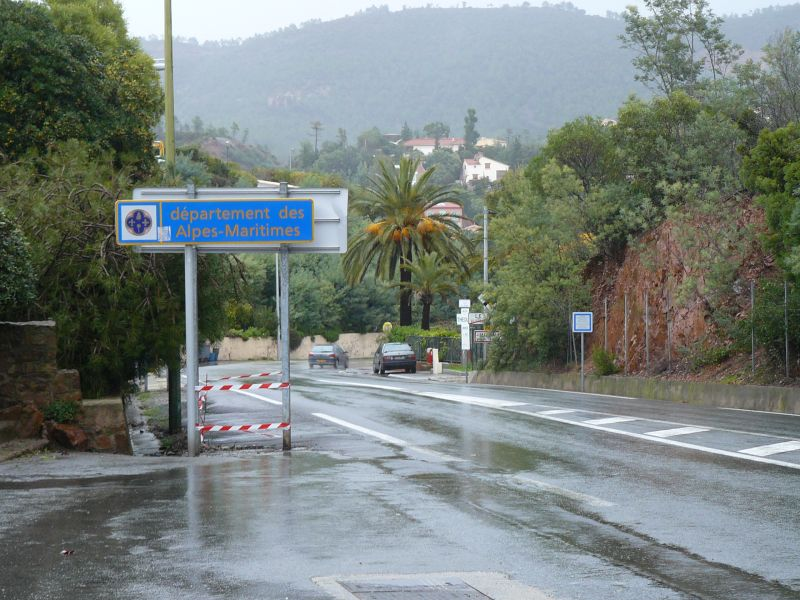
Début de la D6098 à la frontière Var/Alpes-Maritimes

La route, entre dans les Alpes-Maritimes en sortant du Trayas dans le massif de l'Esterel, au droit de la pointe Notre-Dame. Elle s'appelle la Corniche d'Or depuis Fréjus. Elle devient avenue du Trayas sur la commune de Théoule-sur-Mer.
Jusqu'à la pointe de la Croisette
- Elle longe la baie de la Figueirette et 700 m plus loin passe devant son port de plaisance, le premier rencontré[43].
- À Miramar, la pointe de l'Esquillon, débordée au large par l'écueil de la Vaquette, est dominée par le très curieux Palais Bulles de Pierre Cardin et son théâtre en plein air qui présente un programme culturel en saison estivale. La route change de nom et devient boulevard de Miramar. Une première étape gastronomique : Le MoYa (##)[44].

Col de l'Esquillon, altitude 81 m
- Depuis la place du Vert Bisson, une petite route monte à une table d'orientation avec un point de vue spectaculaire.
- La route change de nom et devient avenue de la Côte d'Azur.
- Un cap : pointe de la Galère, son domaine privé et son port de plaisance[45]. La route devient boulevard de la Corniche d'Or.

Sommet de la Route à 110 m d'altitude.
- Un cap : pointe de l'Aiguille; la route longe la baie de Cannes ou golfe de La Napoule.

#### Théoule-sur-Mer
À partir du centre de Théoule, et sa place Charles Dahon, du nom d'un ancien maire de Théoule de 1929 à 1971, la route devient avenue de Lérins.
- Port de Théoule[46].

#### Mandelieu-la-Napoule
- Pont sur la Rague - Port de la Rague[47]. La route devient avenue du capitaine de Corvette Marche[48].
- À l'entrée de La Napoule, la route devient avenue Henry Clews du nom du sculpteur américain qui acheta, en 1918, le Château de la Napoule, bordant la route.
- Une première étape gastronomique, étoilée du Guide Michelin : L'Oasis[49] et ses chefs Stéphane, Antoine et François Raimbault(**)(###)[50].
- Port de La Napoule[51] - pont sur le Riou de l'Argentière. La route devient avenue du Général-de-Gaulle.
- Un premier casino : le Royal Hôtel Casino[52].
- Pont sur la Siagne, fleuve côtier de 44,4 km de long, déversoir d'un grand barrage et de son lac de retenue : le lac de Saint-Cassien.

#### Cannes
La Bocca

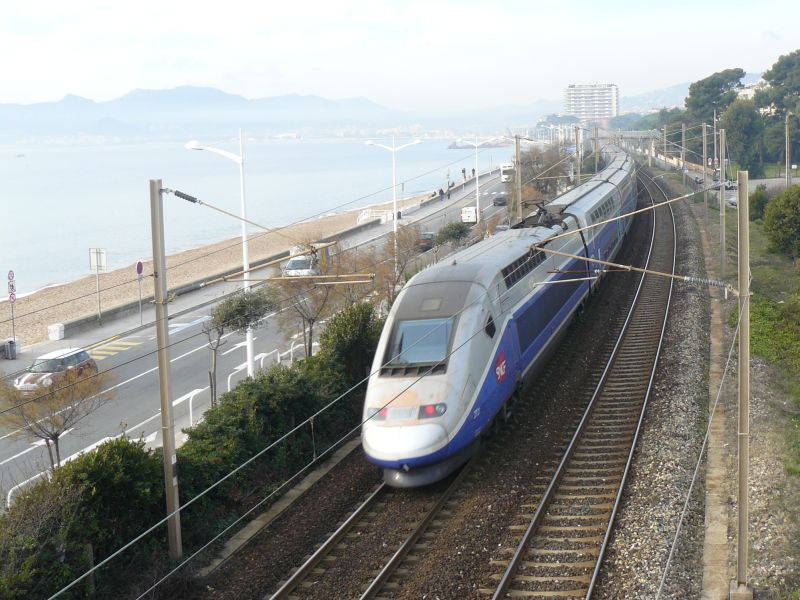
La voie ferrée longe de près la Route, y circulant TER et TGV

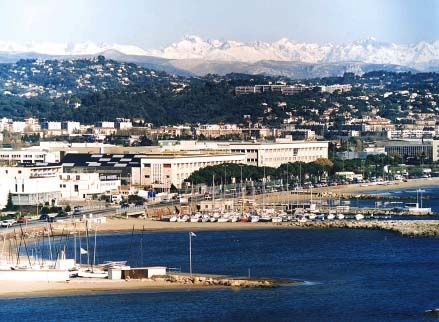
Vue aérienne du Centre spatial de Cannes - Mandelieu

L'entrée sur la commune de Cannes se fait par le quartier de La Bocca.
- Pont sur le Béal - Port du Béal, de plaisance, maritime et fluvial[53].
- Aéroport de Cannes - Mandelieu. Le second aéroport de France pour l'aviation d'affaires.
- La route, dénommée boulevard du Midi, a été rebaptisée boulevard du Midi - Louise Moreau, du nom de l'ancienne députée-maire de Mandelieu, lors d'une cérémonie présidée par Jacques Chirac, président de la République, le 9 mars 2006[54].
- Le Centre spatial de Cannes - Mandelieu, le premier constructeur de satellites européen.
- Pont sur La Frayère, petit fleuve côtier.
- La route longe la belle plage du Midi de Cannes, sur 6 km, garnie de sable fin. Mais cette portion, exposée aux vents du large peut subir des coups de mer[7] — ce qui sera le cas pour d'autres portions de cette Route, cités plus loin — allant jusqu'à des fermetures de la route et souvent des dégâts importants aux installations balnéaires, un record ayant été battu en 2008[6].
- Rond-point Étienne-Romano — baptisé ainsi en hommage au fondateur, en 1929, de l'usine aéronautique du bord de mer —, lui aussi fortement endommagé par le coup de mer de fin 2009, coûtant deux millions d'euros à la communauté cannoise[55].
- Gare de Cannes-la-Bocca ; elle longe la route sur 1,4 km. Après le Rocher de La Bocca, la voie ferrée vient longer la Route jusqu'à l'entrée de Cannes, sur une longueur de 2 km.

Centre-ville

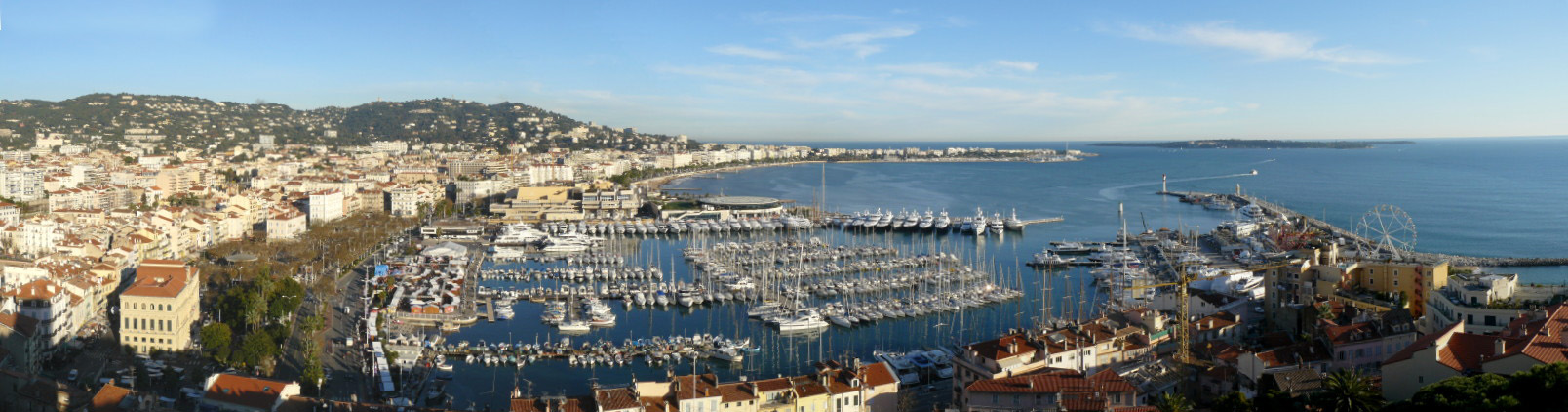
Panoramique de la ville de Cannes vue de la tour de la Castre

- À l'entrée du centre de Cannes, au square Frédéric Mistral[56], la route devient boulevard Jean Hibert[57]. Elle se termine au square du même nom, juste au début du port, comportant une esplanade du Général Leclerc avec des stèles commémoratives en l'honneur des généraux de la 2e DB.
- Juste avant de tourner sur le port, un grand parking sur le quai Maxime Laubeuf. S'y trouve l'héligare pour accéder à l'héliport situé sur la jetée, avec des services réguliers d'hélicoptères vers Nice et Monaco ; et, temporairement en hiver, une grande fête foraine[58], pouvant même déborder sur la Route et en perturber la circulation[8].
- sur la gauche, au coin de la route se trouve le nouvel hôtel palace de luxe 4* Radisson blu 1835 Hotel & Thalasso ouvert en 2009, en lieu et place du Sofitel, dont le restaurant au dernier étage Le Méditerranée, est celui qui offre la plus belle vue panoramique sur le port, la Croisette et les îles de Lérins, particulièrement la nuit[59].

#### Port de Cannes

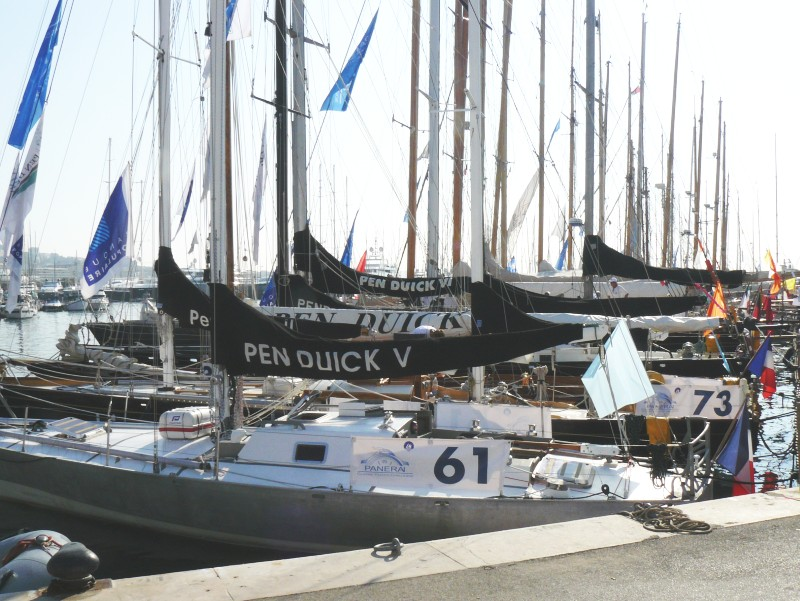
En septembre, lors des régates royales, il n'est pas rare de voir quelques Pen Duick

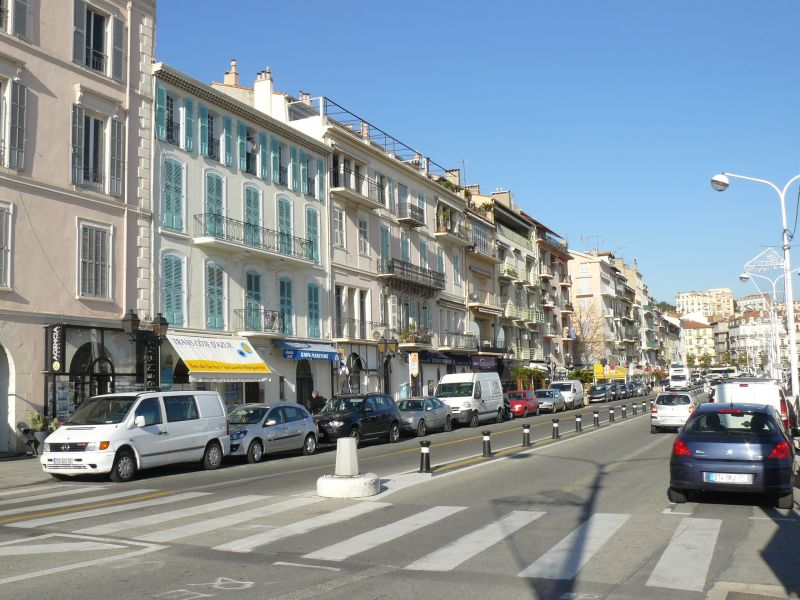
Le quai Saint-Pierre

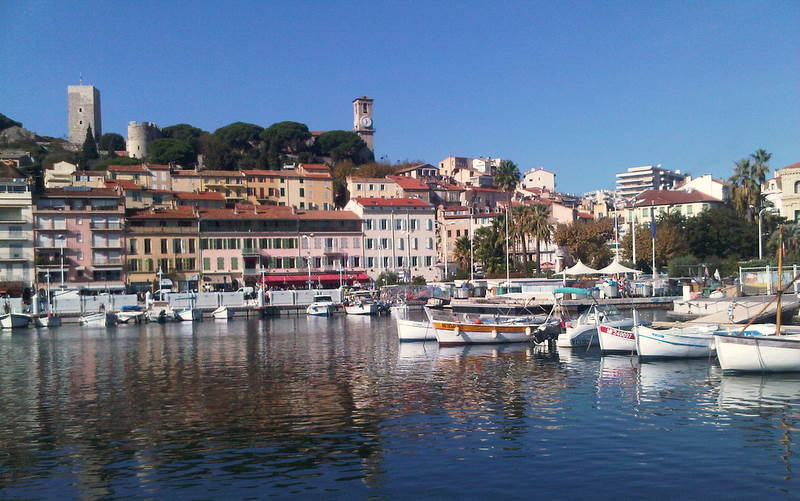
Le coin des pêcheurs au fond du vieux-port

Digression pédestre - visite du vieux Cannes et des îles de Lérins
Laisser son véhicule sur le parking permet de visiter :
- les îles de Lérins, partant de la gare maritime située sur le parking
- le vieux Cannes, le beau marché provençal Forville et ses bancs dédiés aux pêcheurs du port, et montant la rue du Suquet, atteindre l'église Notre-Dame-d'Espérance et le musée de la Castre dans l'ancien château, et la tour de 22 m de haut d'où s'offre une très belle vue sur la ville, le port, et les caps lointains.
- le port de Cannes, de commerce, de pêche et de plaisance[60], appelé aussi « le vieux port »[61].

Poursuivant la route, celle-ci devient : 
- le quai Saint-Pierre, une zone 30[1]. Au no 5 est hébergé Cannes Université, l’université inter-âge de Cannes[62] ;
- puis la place Bernard Cornut-Gentille, du nom d'un ancien maire de Cannes, avec la gare routière et l'Hôtel de ville et le monument aux morts ;
- puis la promenade de la Pantiero, au fond du port, bordée par l'esplanade du même nom sur laquelle sont organisées de nombreuses manifestations ; elle commence par le coin des pêcheurs[63], à l'embouchure de la rivière "Le Poussiat".
- se terminant par la gare maritime gérant les transports vers les îles de Lérins, ainsi que l'accueil des passagers des paquebots de croisière, obligés de mouiller en rade faute de quais suffisant pour les accueillir. Le débarquement de milliers de passagers crée un embouteillage de la route du fait des dizaines de cars de tourisme stationnant sur la Pantiero pour les embarquer vers des visites touristiques de la région ;
- de l'autre côté de la Route, les larges allées de la Liberté, bordées au nord par la RN 7, avec son kiosque à musique, classé MH, son esplanade recevant chaque samedi une brocante, son square Brougham, et un boulodrome sur lequel ont lieu des compétitions de pétanques.

Cette zone de la Route, du quai Saint-Pierre jusqu'à l'hôtel Majestic, est la plus animée à longueur d'année, en toutes saisons, du fait de l'activité quasiment continue du palais des congrès drainant des milliers de visiteurs en permanence ; avec comme point d'orgue la période du Festival de Cannes.
À la fin du port, sur la jetée Albert Edouard, une plaque commémorative rappelle l'exploit d'Alain Gerbault, navigateur solitaire qui entama son tour du monde le 25 avril 1923 depuis ce port ; et une stèle rend hommage à la grande navigatrice Virginie Hériot.

#### La Croisette

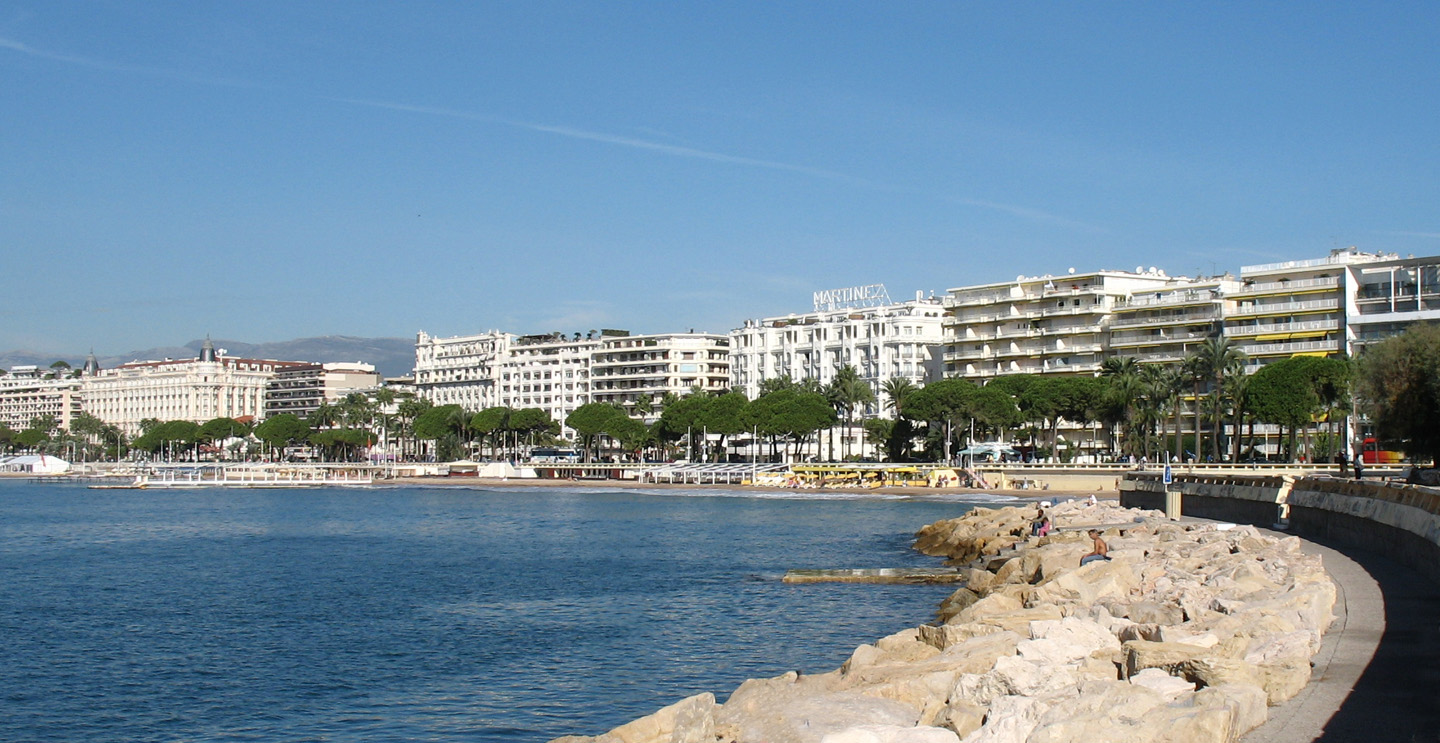
La Croisette vue du port Canto

Au bout du port, à la place du Général De Gaulle, la route devient la fameuse Croisette, classée MH, contenant :
- le Palais des festivals et des congrès de Cannes, et son casino municipal, dont les marches sont garnies en permanence du fameux tapis rouge débutant sur l'esplanade Georges Pompidou ;
- le square Reynaldo Hahn et son manège ;
- les grands palaces : Le Majestic(5*) et son restaurant le Villa des Lys(###)[65] ; le Grand Hôtel et son restaurant Park 45(*), chef Sébastien Broda[66] ; la Malmaison ; le Palais Stéphanie(5*), l'ancien palais des festivals, son casino Les Princes et son auditorium Le Palais Croisette utilisé pour de nombreuses manifestations culturelles ; le mythique Carlton(5*) ; le palais Miramar, et son espace culturel[67] ; l'Hôtel Martinez(5*) et son restaurant gastronomique la Palme d'or[68] et son chef Christian Sinicropi[69](**)(##)[70].

#### Digression: passage par la pointe de la Croisette
Juste avant le port Pierre-Canto, la D6098 quitte le bord de mer, passe sous la voie ferrée sous le pont Alexandre-III, devient le boulevard Alexandre-III bordé par la belle église orthodoxe[Laquelle ?], et rejoint la mer au droit de la villa Gould, 1,2 km plus loin. Pour rester en bord de mer, il faut continuer sur La Croisette et faire le tour du cap.
- Au droit du pont, sur le bord de mer, le square Alexandre-III comporte une magnifique roseraie, un petit havre de quiétude[71] avec aire de jeux et manège pour les enfants, ainsi qu'une esplanade du 8 mai 1945 avec une croix de Lorraine, en hommage au Général de Gaulle.
- Le port Pierre Canto[72], premier port privé réalisé en France, suivi du petit port du Palm Beach, dit port du Yacht Club[73].

#### Pointe de la Croisette
43° 32′ 06,32″ N, 7° 02′ 15,45″ E

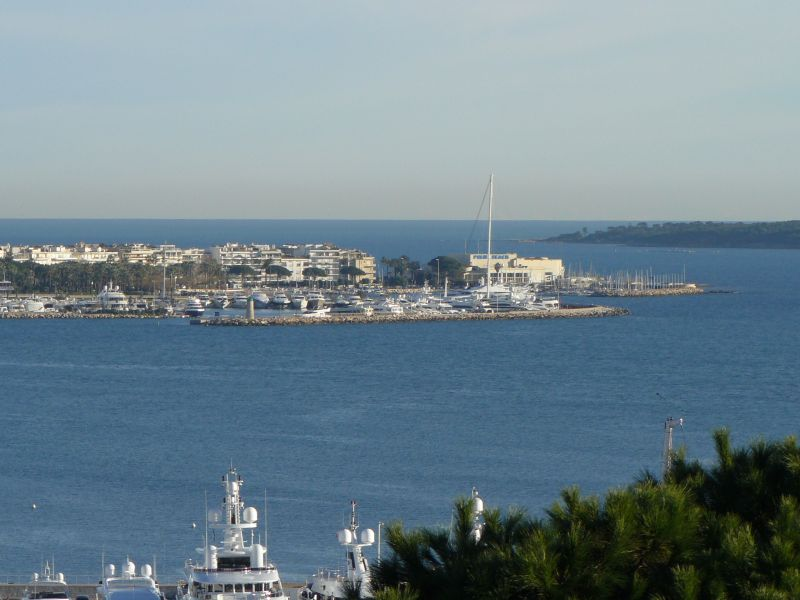
Pointe de la Croisette avec le Palm Beach Casino

Au km 20, un cap : la pointe de la Croisette ferme la baie de Cannes. Le boulevard de la Croisette se termine sur la place Franklin Roosevelt et son Palm Beach casino du groupe Partouche.
À quelques encâblures au large : les îles de Lérins, les seules îles des Alpes-Maritimes.

### Vers le cap d'Antibes

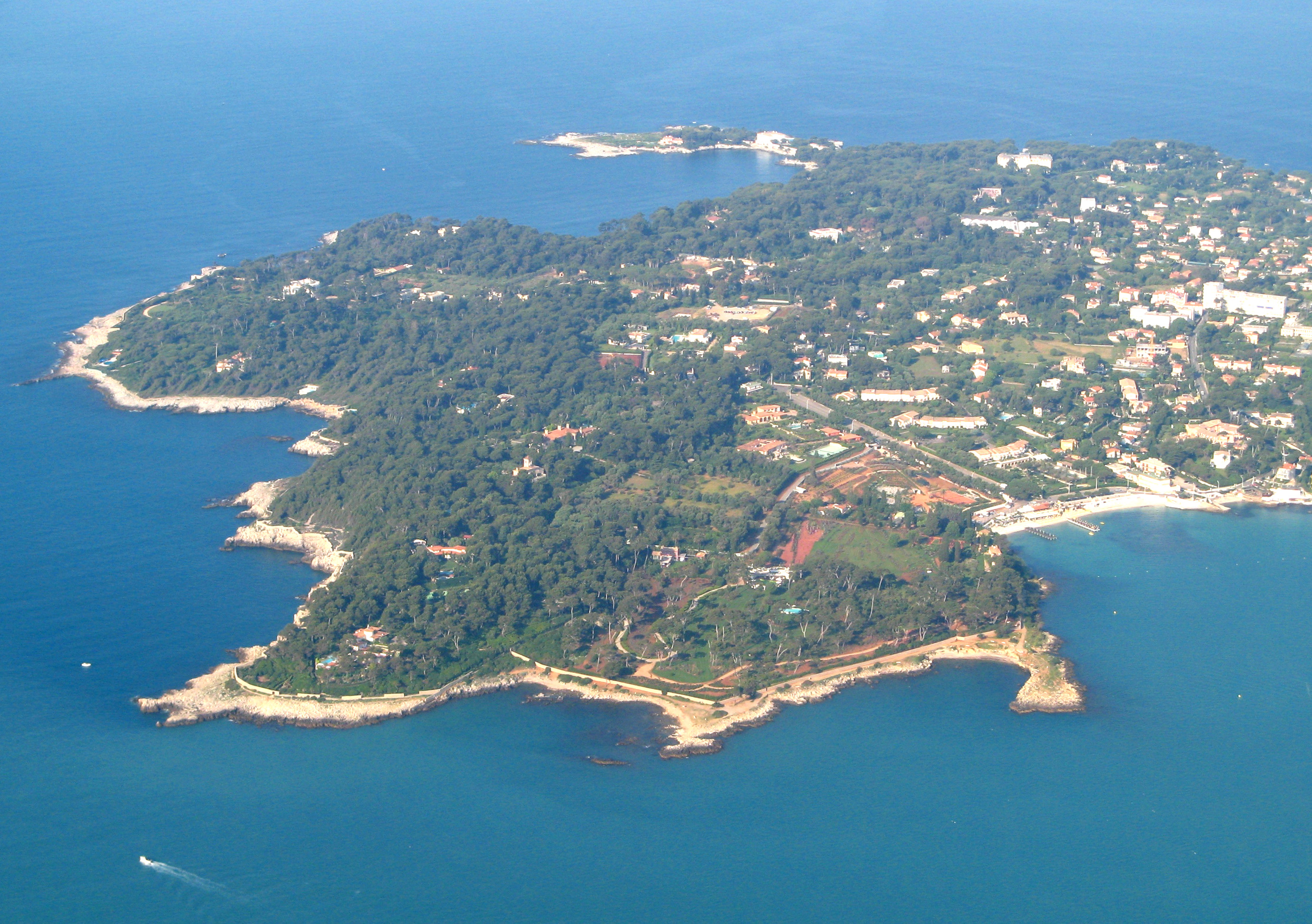
Vue aérienne du cap d'Antibes

La route longe le golfe Juan jusqu'au cap d'Antibes.
- Au départ, c'est le boulevard Eugène-Gazagnaire qui fut maire de Cannes, de 1879 à 1895. Encore une portion de la Route pouvant être en osmose étroite avec la mer[14].
- Peu après, la route rejoint la D6098 qui se confond, pendant quelques kilomètres avec la RN 7 et la voie de chemin de fer — qu'elle va côtoyer pendant 2,3 km — au rond-point Florence-Jay-Gould, au droit de la superbe villa de style néo-gothique, dite « villa Gould », du nom de Florence Gould, troisième épouse de Franck Jay Gould[74]. La route prend le nom d'avenue du Maréchal juin.
- Peu après, au pied de la colline et du quartier de la Californie, la route pénètre sur la commune (double) de Vallauris Golfe-Juan et devient l'avenue de la Liberté.

#### Golfe-Juan
- Le château de l'Horizon, villa blanche en bordure de mer, a été la propriété du prince Ali Khan, où il épousa Rita Hayworth le 27 mai 1949[75].
- Villa du roi d'Arabie, sur la droite, derrière la voie ferrée, très longue et très secrète, visible surtout par bateau depuis la mer.
- Au pont de l'Aube, la route se sépare de la RN 7 qui traverse le centre de la commune de Golfe-Juan. Elle traverse la voie ferrée et prend le nom d'avenue des Frères Roustan, du nom de Adrien et Henri Roustan, tous deux Vallauriens et lieutenants de vaisseaux, décédés le 21 décembre 1923 lors de l'explosion de leur ballon dirigeable au-dessus de la Méditerranée entre la Sicile et la Tunisie[76].
- Au centre de la partie bord-de-mer de Golfe-Juan se trouve le vieux port[77] où débarqua Napoléon à son retour de L'île d'Elbe, le 1er mars 1815. Très belle commémoration, en costumes d'époque, chaque année à la date anniversaire. C'est de là que part, vers le nord, la route Napoléon.
- Suit immédiatement le nouveau port Camille Rayon[78] du nom d'un héros de la Resistance, puis restaurateur et promoteur et concepteur de ports de plaisance et marinas en France et l'Etranger. Au bout du port, le Théâtre de la Mer - Jean Marais, en plein air, offre une saison artistique fournie en période estivale.
- À la fin du port, la route entre sur la commune de Juan et prend le nom de boulevard du Littoral, le long d'une plage de 2,6 km de long, elle aussi soumise parfois à des coups de mer dévastateurs[79], et bordée encore par la voie ferrée.

Juan-les-Pins
À l'entrée de l'agglomération, la route prend le nom de boulevard Charles-Guillaumont. Dans le centre de Juan-les-Pins, la D6098 quitte le bord de mer pour se diriger vers le centre d'Antibes.

#### Digression: tour du cap d'Antibes

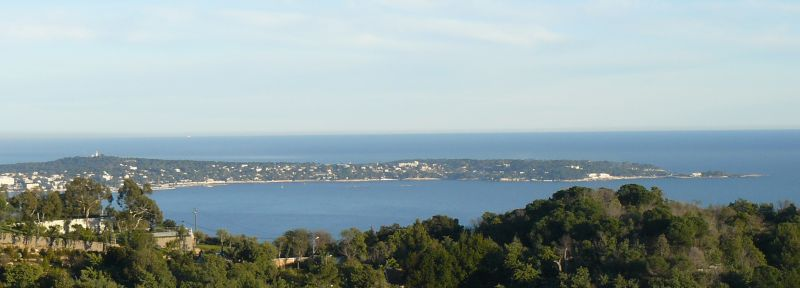
Le cap d'Antibes, vu de Cannes

Poursuivre le bord de mer implique de prendre la D2559 qui fait le tour du cap d'Antibes : une étape à ne pas manquer.
- La route s'appelle maintenant boulevard Édouard Baudoin. Juste après l'Eden casino, la route traverse la pinède où se tient, chaque année, en juillet, le festival de jazz d'Antibes - Juan-les-Pins.
- Un hôtel très ancien qui fit la réputation de Juan : Belles Rives(5*)[81].
- Au tout début, le port Galice et son restaurant étoilé, Les Pêcheurs et son chef Francis Chauveau[82](*) (##)[83], suivi du petit port du Croûton[84], réservé aux pêcheurs. La route devient boulevard du Maréchal juin.

### Pointe de l'Ilette
43° 32′ 32,33″ N, 7° 07′ 17,65″ E km 31

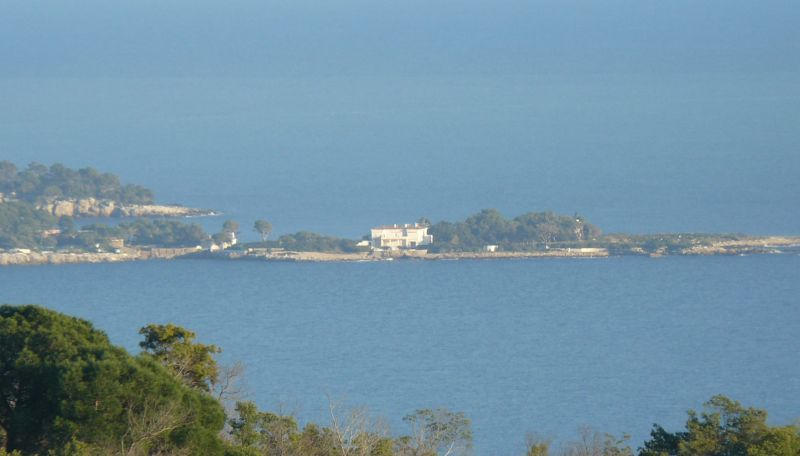
Pointe de l'Ilette

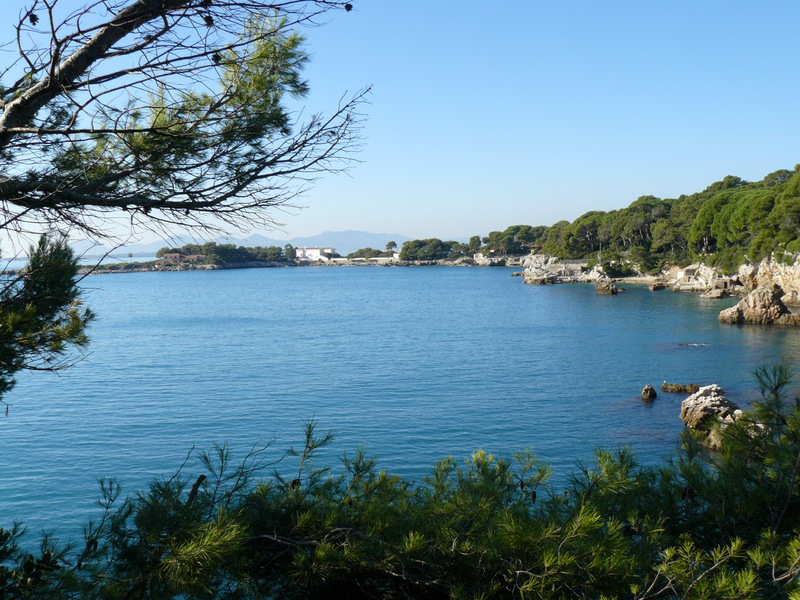
Anse de l'Argent-Faux, dite baie des milliardaires

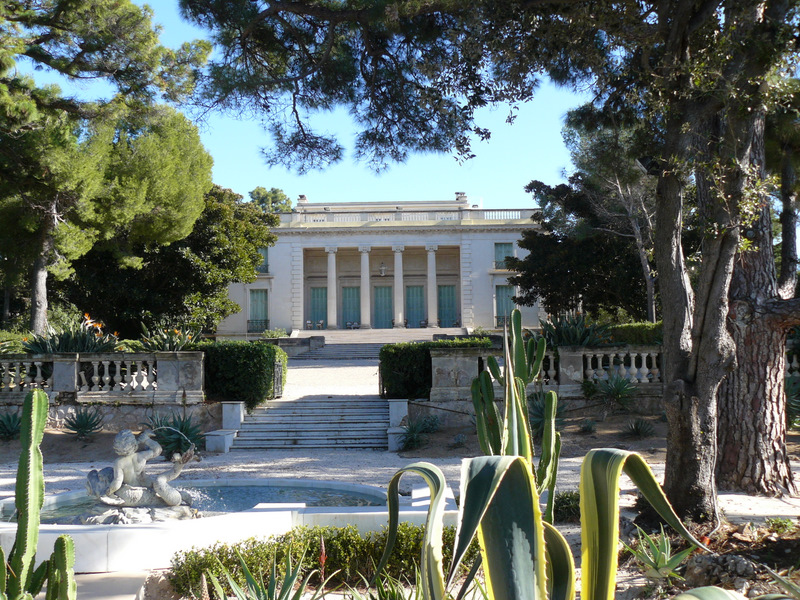
Villa Eilen Roc vue du sentier du littoral

Un peu avant d'atteindre la pointe de l'Ilette, fermant le golfe Juan, la tour du Graillon abrite les salles du musée Napoléonien, dernier vestige d'une batterie mise en état de défense par le jeune général Bonaparte, qui fut un temps l'hôte d'Antibes. La route devient boulevard John-Fitzgerald-Kennedy quitte le bord de mer pour 1,5 km, laissant sur sa droite le bout du cap d'Antibes et ses très belles villas et hôtels réputés.
- hôtel du Cap-Eden-Roc (Hôtel du Cap)(5*), et son restaurant réputé(##)[86].
- la villa Eilenroc[87], construite sur les plans de Charles Garnier, architecte des opéras de Paris et Monte-Carlo, hébergeant en été le festival des Musiques au Cœur d'Ève Ruggiéri.

un col à 34 m d'altitude
- La route, devenue boulevard de la Garoupe, rejoint le bord de mer à la plage de la Garoupe et son hôtel Impérial Garoupe(5*)[35] et son restaurant la Table du Pavillon(##)[88] au chef étoilé Philippe Jego[66], dominée par le plateau de la Garoupe, la chapelle de la Garoupe, abritant Notre-Dame de la Garde et Notre-Dame de Bon-Port, dont la nef est tapissée d'ex-voto essentiellement marins. À côté, le phare de la Garoupe, l'un des plus puissants de la côte méditerranéenne d'où, par beau temps (surtout après un épisode de mistral) la vue qui s'étend de l'Italie à l'Est au Cap Camarat à l'Ouest, en passant par les Alpes enneigées au nord et éventuellement les montagnes corses au sud (au petit matin, juste avant le lever du soleil), est l'une des plus belles vues de la Côte d'Azur.

digression pédestre - sentier du littoral du cap d'Antibes
Partant de la plage de la Garoupe un sentier — dénommé aussi sentier des douaniers — longe le littoral, permettant d'apercevoir quelques-unes des belles villas bordant ce cap. En 2010, il est prolongé de 500 m, faisant maintenant le tour de la villa Eilenroc et l'anse de l'Argent-Faux, dite baie des milliardaires.
À la pointe Bacon, la route est devenue boulevard de Bacon. Un restaurant étoilé : de Bacon et ses chefs père et fils Sordello(##).
Antibes
- À la fin de la corniche, la route devient boulevard James Wyllie, et longe l'anse de la Salis, le port de la Salis[92] et la plage garnie du sable le plus fin de toute cette partie de la Côte d'Azur. C'est ce port, la plage voisine et les habitations du bord de mer qui furent les plus sinistrés lors du tsunami du 16 octobre 1979[93], provoqué par un effondrement du chantier de l'aéroport de Nice.
- Au début de la ville d'Antibes, la route suivant le bord de mer devient boulevard du Maréchal Leclerc se dirigeant vers la citadelle.

### Citadelle d'Antibes
43° 34′ 58,65″ N, 7° 07′ 43,55″ E - km 37

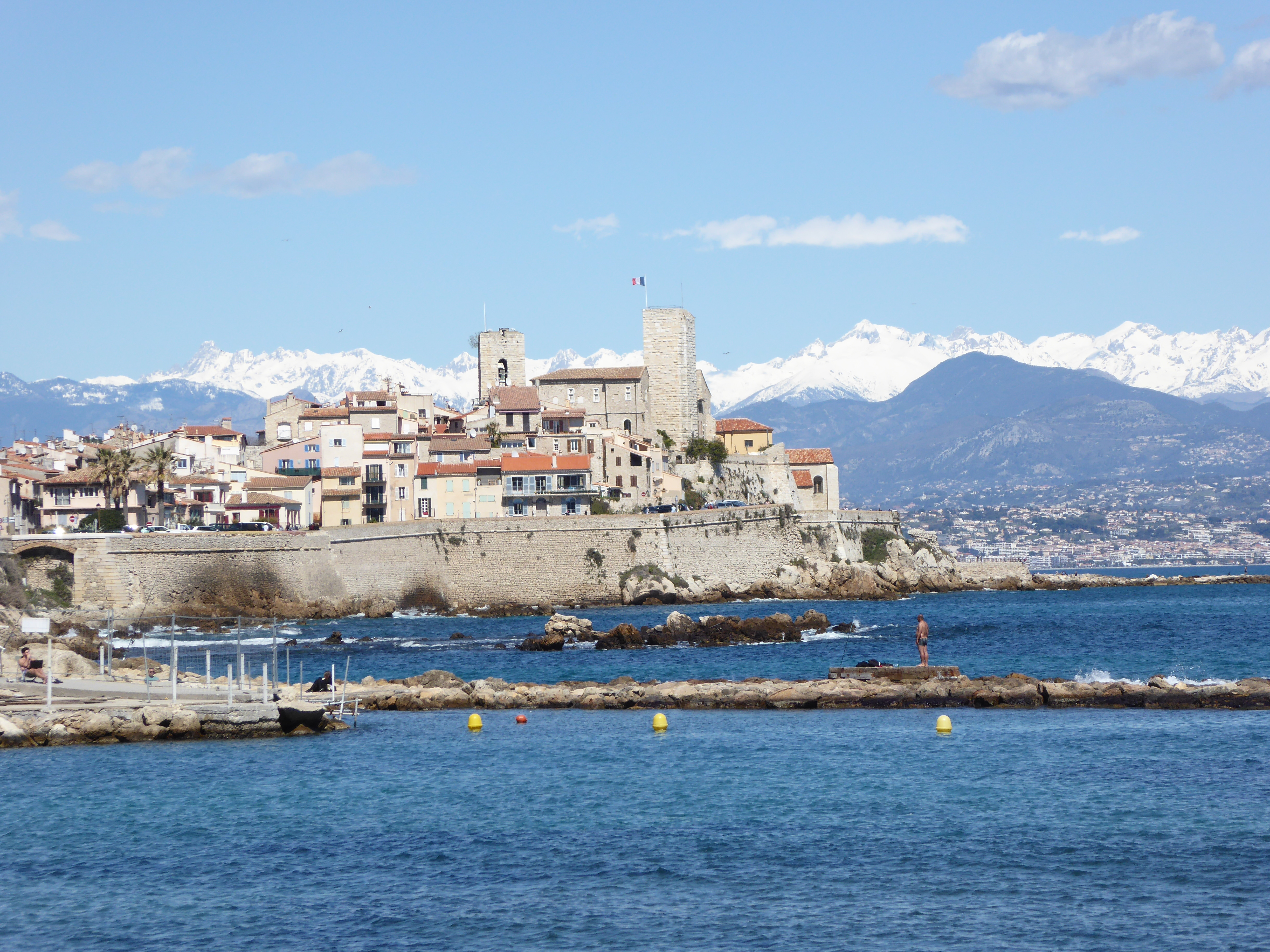
Citadelle d'Antibes

La route sur les remparts étroits de la Citadelle est en sens unique, dans le sens Nice-Cannes. En sens inverse, on passe sur le cours Massena, et son très pittoresque marché provençal.
- Le château Grimaldi abrite le musée Picasso d'Antibes.
- Sortant de la citadelle par la porte marine, on débouche, avec l'avenue de Verdun, sur la belle rade, abritant le port Vauban[95].

#### Port Vauban
C'est l'un des plus grands ports de plaisance d'Europe, comportant le quai des milliardaires où sont fréquemment amarrés les plus grands yachts du monde, dont le Phocéa de Mouna Ayoub ; le Lady Moura de Nasser al-Rashid ; Octopus de Paul Allen, cofondateur de Microsoft ; Kingdom 5KR, du prince saoudien Al-Walid ben Talal Al Saoud ; le Pelorus le Luna et le Susurro de Roman Abramovitch, propriétaire également du château de la Croë, le long de cette même route au cap d'Antibes ; l'Indian Empress, dont le propriétaire Vijay Mallya possède aussi la seule propriété privée de l'île Sainte-Marguerite, Le Grand Jardin ; le Carinthia VII de l'Allemande Heidi Horten ; le Christina O de John-Paul Papanicolau.
- En fond de port, la route prend le nom d'avenue du 11-Novembre et retrouve de nouveau la D6098.

Baie des Anges
- Après le Fort carré de Vauban, la route entre dans la très longue baie des Anges se terminant au cap de Nice.
- Sous le nom de route du bord de mer, la route longe une très longue plage sur dix kilomètres, garnie de galets, se terminant à l'embouchure du Var. Elle est très exposée aux vents du large, la route étant souvent envahie d'eau et de galets, entraînant sa fermeture. Elle est bordée de nouveau par la voie ferrée pendant plus de quatre kilomètres, elle-même bordée par la RN 7 sur laquelle le trafic est heureusement dévié facilement[79].
- Pont sur la Brague, fleuve côtier de 23 km. Le pont sous la voie de chemin de fer donne accès au Marineland d'Antibes, le plus grand parc d'attraction nautique de France.
- Sur la plage, La Siesta, un casino et la plus grande discothèque à ciel ouvert de la Côte d'Azur.

Villeneuve-Loubet
- la route perd la vue mer, pendant 600 m, masquée par Marina Baie des Anges, grand complexe immobilier, abritant aussi le port de Marina[98].

Cagnes-sur-Mer
- Le pont sur le Loup, fleuve côtier de 44,4 km, marque l'entrée sur la commune de Cagnes-sur-Mer. La route devient boulevard de la Plage, encore une portion sujette à des coups de mer[99].
- La route longe alors, sur 900 m, l'hippodrome de la Côte d'Azur.
- Peu après, au Cros-de-Cagnes, la route franchit la Cagne, petit fleuve côtier de 26,7 km. Un restaurant : Loulou (La Réserve)(##)[100].
- Au niveau du petit port de Cros-de-Cagnes[101], la mer peut devenir agressive envers la route[15]. On peut en voir le spectacle depuis le Bistrot de la Marine (*) sur lequel a veillé de 2011 à 2016 l'expérimenté Jacques Maximin[39].

Saint-Laurent-du-Var
- À l'entrée de la commune, la route reprend le nom de route du Bord de Mer et longe le grand port de plaisance[102]; puis le très grand complexe commercial Cap 3000.

#### PontNapoléon-IIIsur leVar
Un fleuve abondant de 114 km de long, ayant déjà débordé de son lit causant de graves inondations, y compris sur l'aéroport voisin.

### Nice
- La route entre sur la commune de Nice et prend le nom mythique de Promenade des Anglais, la Prom' pour les niçois, d'une longueur de 5,4 km.

#### Aéroport de Nice-Côte d'Azur

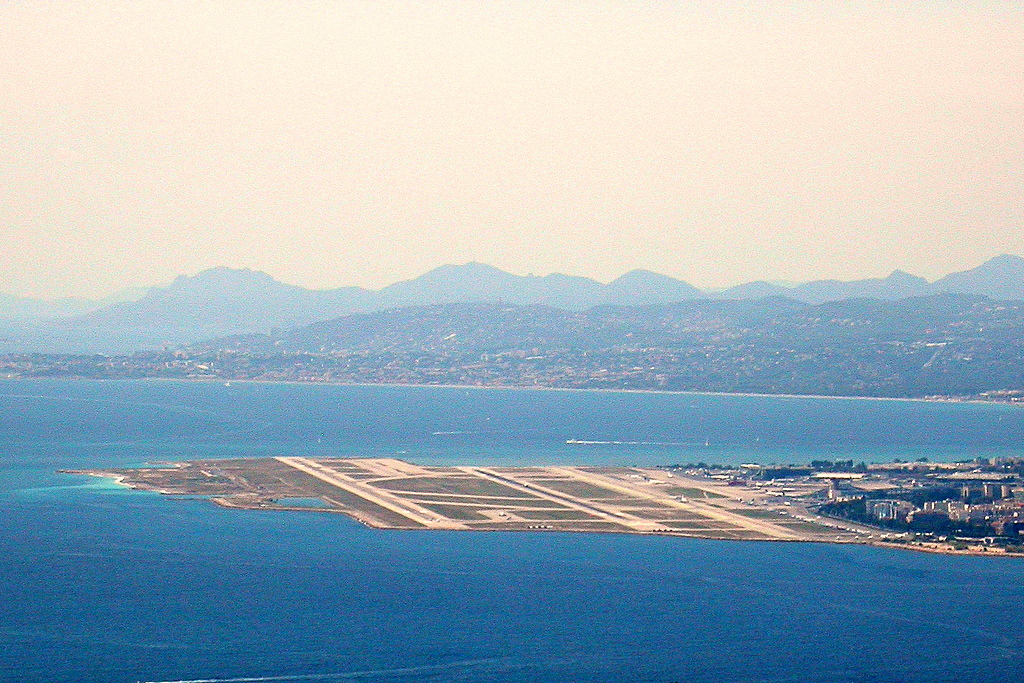
Aéroport de Nice-Côte d'Azur

43° 38′ 52,46″ N, 7° 12′ 46,3″ E
Il forme un cap artificiel gagné sur la mer.
Immédiatement après le pont, sur la droite de la route, pendant 3,5 km, c'est le deuxième aéroport de France (après ceux de Paris), desservant près de 100 capitales dans le monde. La double voie, dans le sens ouest-est s'appelle la promenade Édouard Corniglion-Molinier.

#### Promenade des Anglais
- En face de l'aéroport, le Parc Phœnix s’étend sur 7 hectares. 2 500 espèces de plantes, dont certaines réputées rares, sont préservées dans un décor méditerranéen. La serre tropicale de 7 000 m2 et de 25 m de haut est une des plus grandes d’Europe[103]. Il comprend, sur un lac, le musée des Arts asiatiques[104].
- Un hôpital sur la Prom' : l'hôpital Lenval[105], rendu célèbre par la naissance des jumeaux d'Angelina Jolie et Brad Pitt, le 12 juillet 2008.
- Centre universitaire méditerranéen, l’« équivalent méditerranéen d’un petit Collège de France ».
- Palais de la Méditerranée(5*), un luxueux complexe hôtelier avec restaurants, solarium, piscines et vue panoramique, casino, dont la façade principale est classée Monument historique.
- L'Hôtel Negresco(5*) est un palace, un des rares survivants de l'hôtellerie du début du XXe siècle, également classé Monument historique, agrémenté d'un restaurant étoilé, le Chantecler et son chef Jean-Denis Rieubland(*)[106](##)[107].
- Pont sur Le Paillon, fleuve côtier de 36,4 km.
- Le jardin Albert-Ier, accueille de nombreuses manifestations avec des artistes en concert se produisant sur la scène du théâtre de verdure.

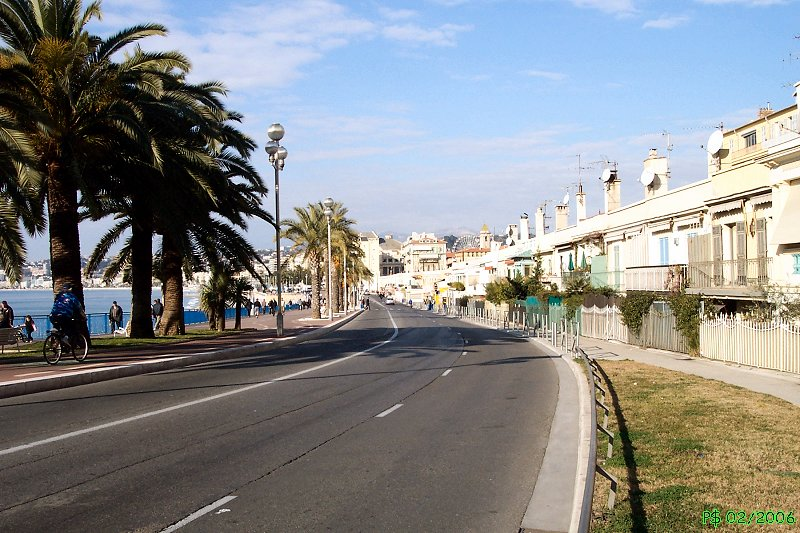
Le quai des États-Unis

- La Prom' se poursuit par le quai des États-Unis, bordé par l'opéra de Nice, jusqu'à la pointe de Rauba Capeu, dominée par le château de Nice, qui termine la baie des Anges.
- Il longe, sur sa gauche les Ponchettes, de petits bâtiments blancs utilisés autrefois par les pêcheurs, convertis aujourd'hui en galeries d'art et restaurants ethniques, masquant le Cours Saleya, la principale voie piétonne du Vieux-Nice. Un restaurant : Don Camillo Créations(##)[108]
- À la place du 8-Mai-1945, la route prend le nom de quai Rauba-Capeu, le temps de faire le tour de la pointe.
- À la pointe, la place Guynemer est bordée par le spectaculaire Monument aux morts de Rauba-Capeù, l'un des plus grands de France.

#### Port Lympia

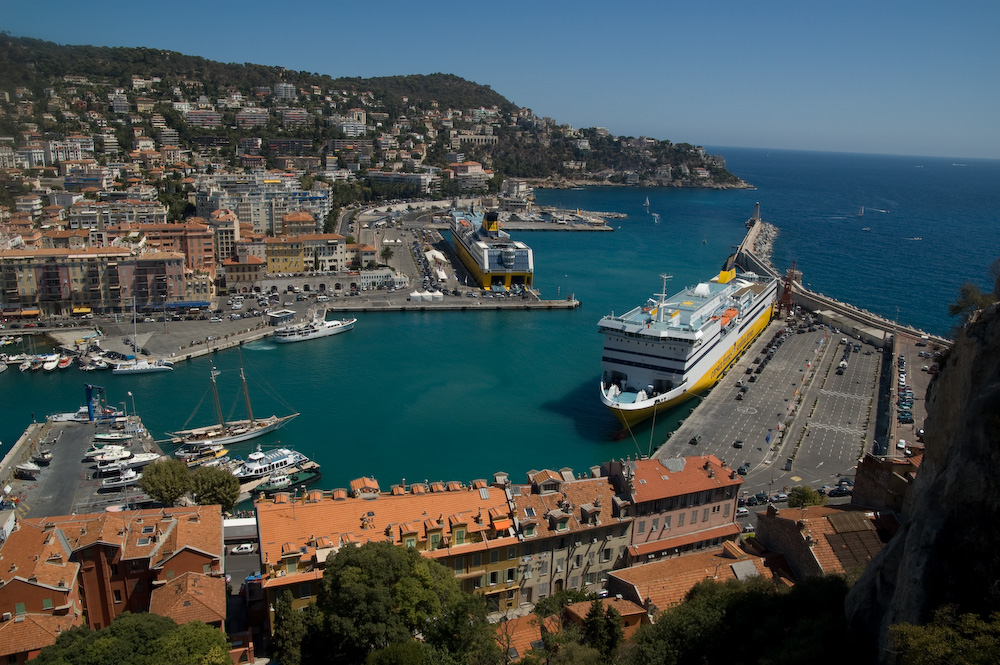
Vue de la partie sud du port, depuis la colline du château.

Le port de Nice est un port de commerce et de plaisance. Il est le point de départ pour les traversées vers la Corse pour plusieurs compagnies maritimes, dont les car ferries blancs de la SNCM et les jaunes de Corsica Ferries.
- Sur le quai ouest du port, la route devient quai de Lunel, puis quai de la douane, puis quai Papacino.
- Au fond du port, la route traverse la place de l'Île-de-Beauté.
- Au bout du port, la route continue tout droit et devient le boulevard Carnot et la basse corniche, quittant momentanément le bord de mer. Deux autres routes parallèles partent un peu plus au nord, à mi-hauteur et au sommet des collines et falaises dominant la route du bord de mer : la moyenne corniche (c'est la poursuite de la Nationale 7) et la grande corniche. Ces trois routes dominent la mer avec des paysages grandioses, chacune ayant des points de vue remarquables. Sur le quai, un restaurant réputé par son poisson livré par les pêcheurs locaux : L'Ane Rouge(##)[110].
- Pour poursuivre sur le bord de mer, il faut emprunter, sur la droite, le boulevard de Stalingrad, puis le boulevard Franck-Pilatte[111].
- Une « institution niçoise », dominant le port Lympia, autre halte gastronomiqie : La Réserve[112], reprise par Alain Jouni en faisant l'Atelier du Goût(##)[113].
- l'avenue Jean Lorrain.
- Avant d'atteindre le cap de Nice, la Route rejoint la D6098 qui devient alors boulevard Maurice Maeterlinck. À partir de là, la Route est en corniche dominant la mer d'une altitude supérieure à 60 m.

#### Cap de Nice
43° 41′ 07,67″ N, 7° 17′ 43,84″ E - km 60

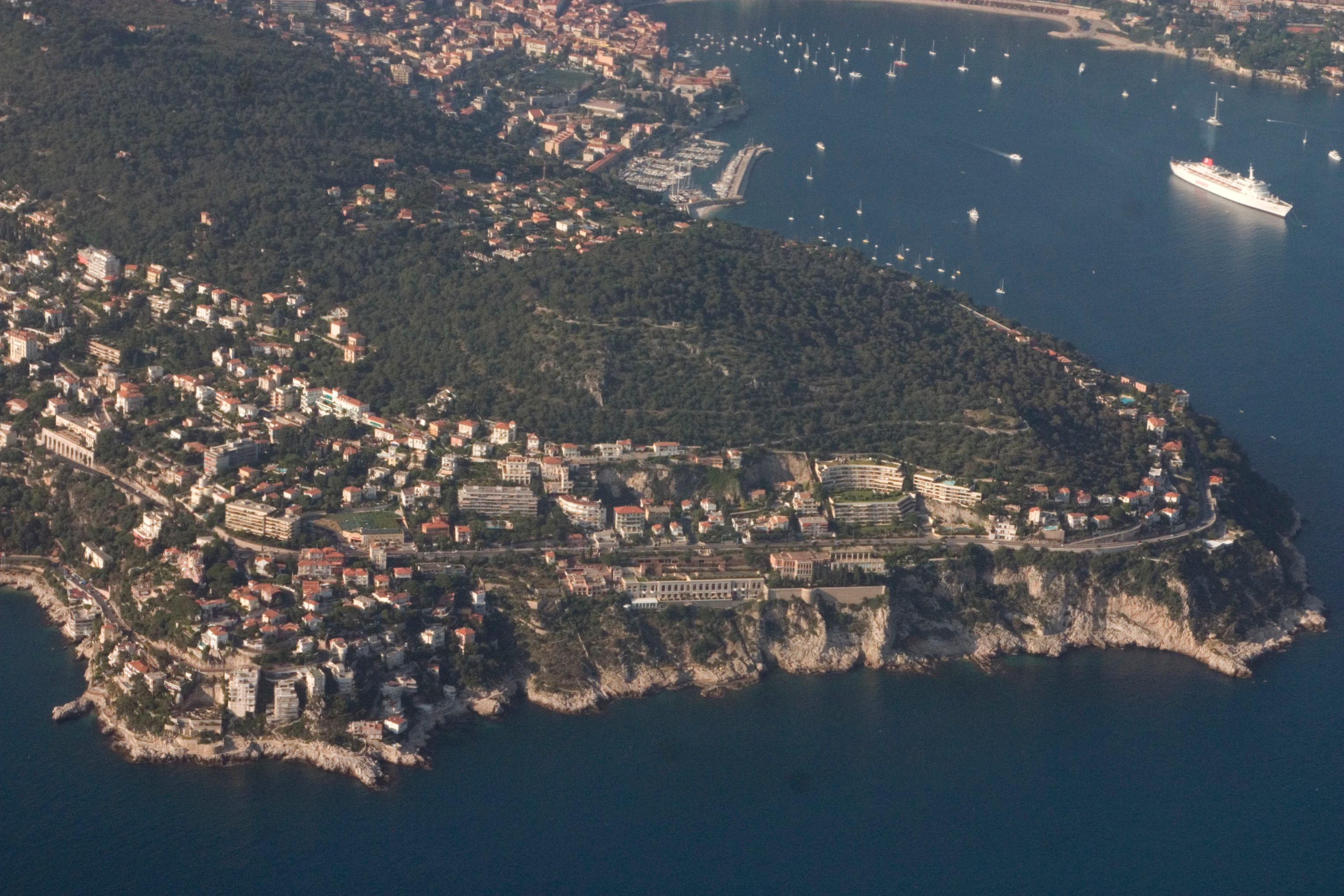
Cap de Nice et la rade de Villefranche

- Situé à la pointe du Cap de Nice, sur 3,5 hectares, d'architecture de style néoclassique d'inspiration florentine, le Palais Maeterlinck s'ouvre largement sur la Méditerranée. Très longtemps un grand palace, il a cessé son activité en 2008.
- Contournant le Mont Boron, à la pointe des Sans-Culottes, la route, sous le nom de boulevard Princesse Grace de Monaco, pénètre dans la rade de Villefranche, un des ports naturels les plus profonds de la Méditerranée occidentale, un grand mouillage abritant les paquebots de croisière.

### Villefranche-sur-Mer

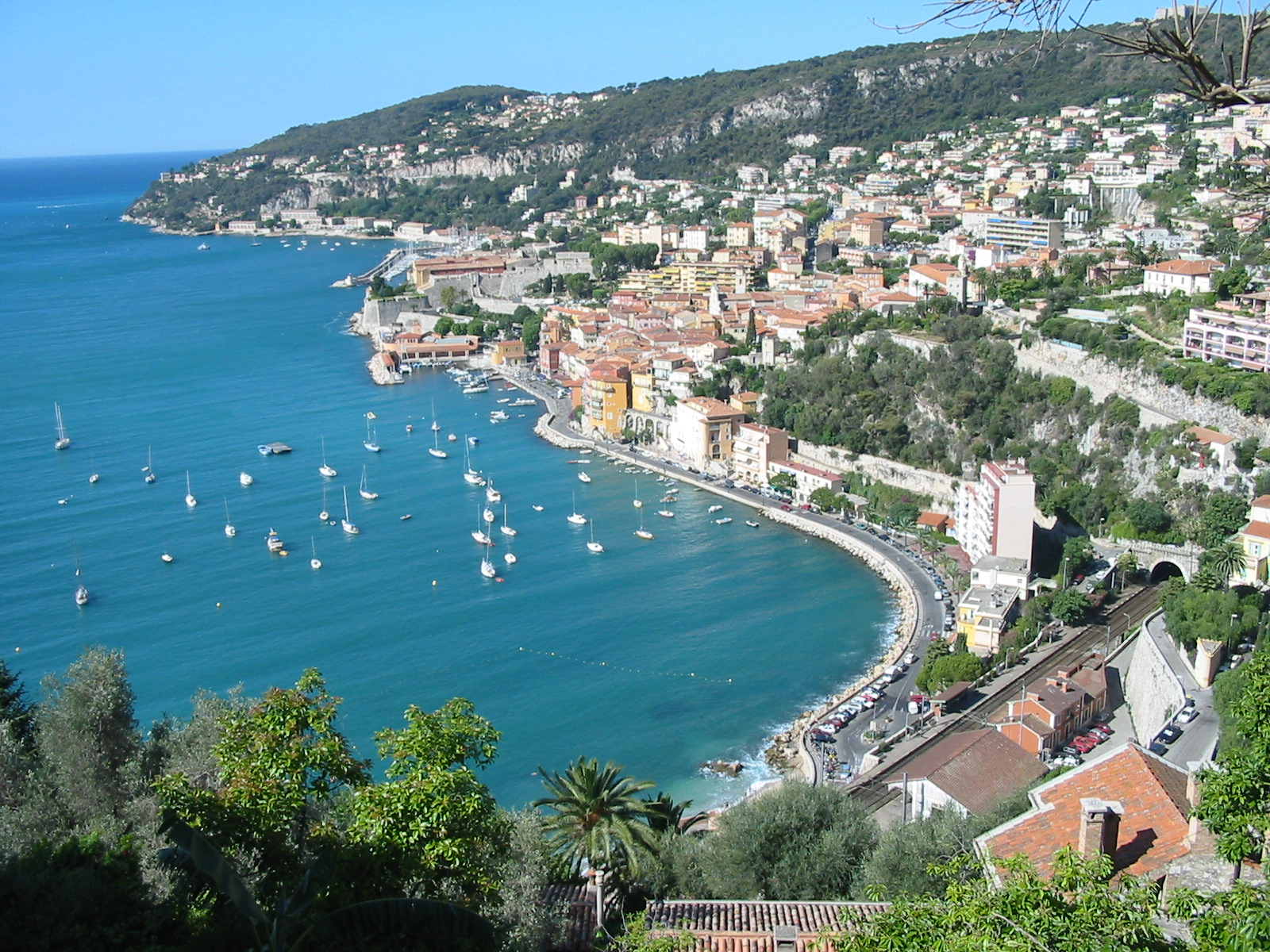
La rade de Villefranche vue de la corniche

- Dans le centre-ville, la route devient avenue du Maréchal-Foch.

Digression - visite du bord de mer depuis le carrefour de l'Octroi
Du carrefour de l'Octroi, descendre visiter la citadelle Saint-Elme et les ports.
- La citadelle Saint-Elme datant du XVIe siècle, qui abrite plusieurs musées gratuits[114]
- Le port de pêche (port de la Santé) au pied de la vieille ville, avec sa gare maritime pour rejoindre les paquebots de croisière mouillés dans la rade de Villefranche.
- Sur le port de pêche, la chapelle Saint-Pierre[115], décorée par Jean Cocteau de fresques murales évoquant la Méditerranée et des périodes de la vie de saint Pierre, est classée au titre des monuments historiques.
- La vieille ville (église Saint-Michel, rue Obscure, etc.)
- La darse de Villefranche-sur-Mer, ancien arsenal royal du XVIIIe siècle, siège de nombreuses activités (port de plaisance[116], chantiers navals et l'observatoire océanologique de Villefranche-sur-Mer[117]) est située de l'autre côté de la citadelle.

- Retour au carrefour de l'Octroi ; la route se transforme en avenue Albert-Ier. À la sortie de Villefranche-sur-Mer un parking en bordure de route permet de découvrir une vue splendide de la rade de Villefranche.

Beaulieu-sur-Mer
- À l'entrée de Beaulieu, la route change de nom pour boulevard Napoléon-III.
- En sortie de rade, la route D6098 frôle la voie ferrée au pont Saint-Jean, et se dirige vers le centre de Beaulieu.

### Digression: tour du Cap Ferrat
43° 40′ 27,67″ N, 7° 19′ 36,79″ E - km 68

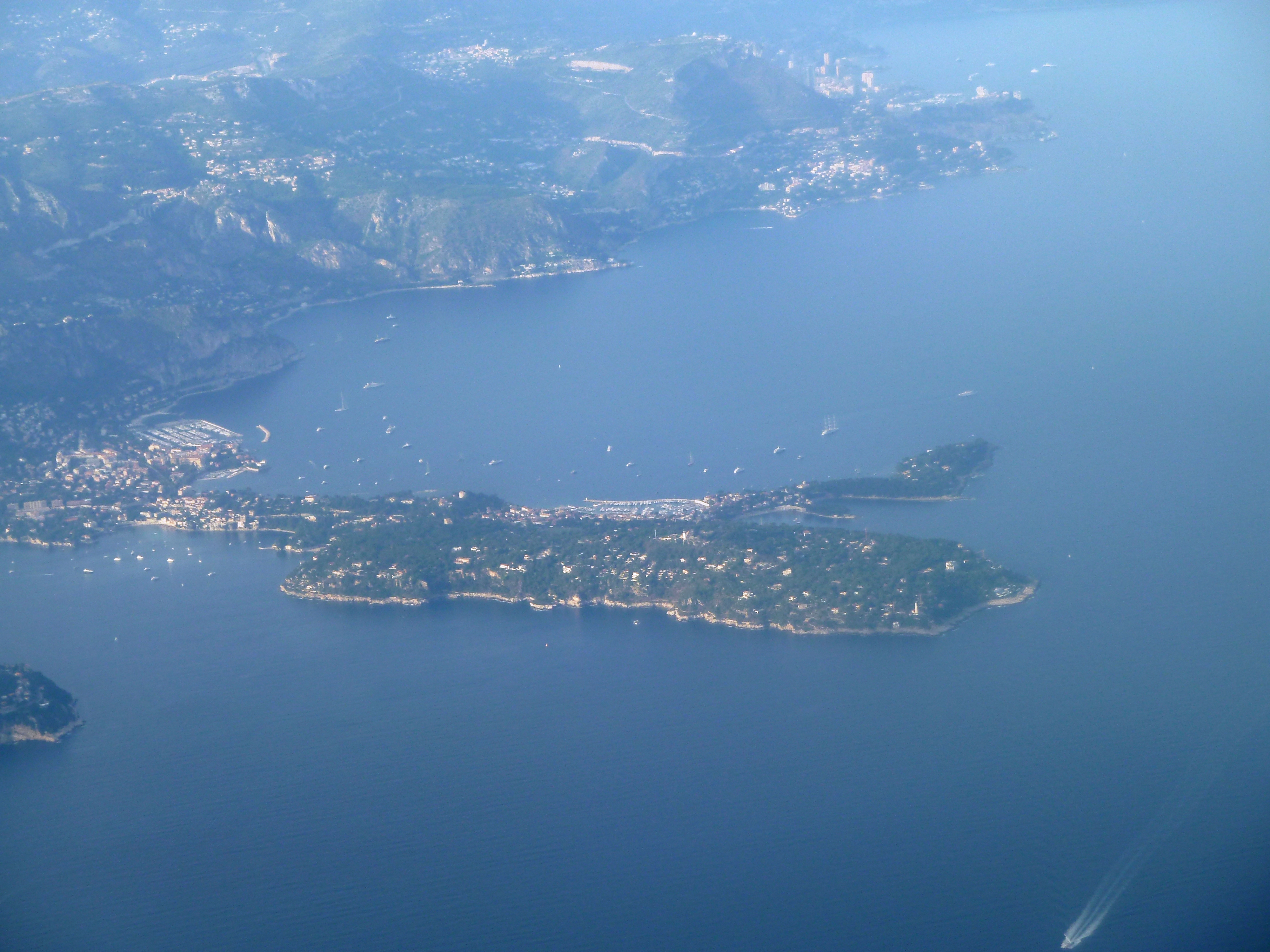
La presqu'île du cap Ferrat à laquelle se rattache la péninsule de Saint-Hospice.

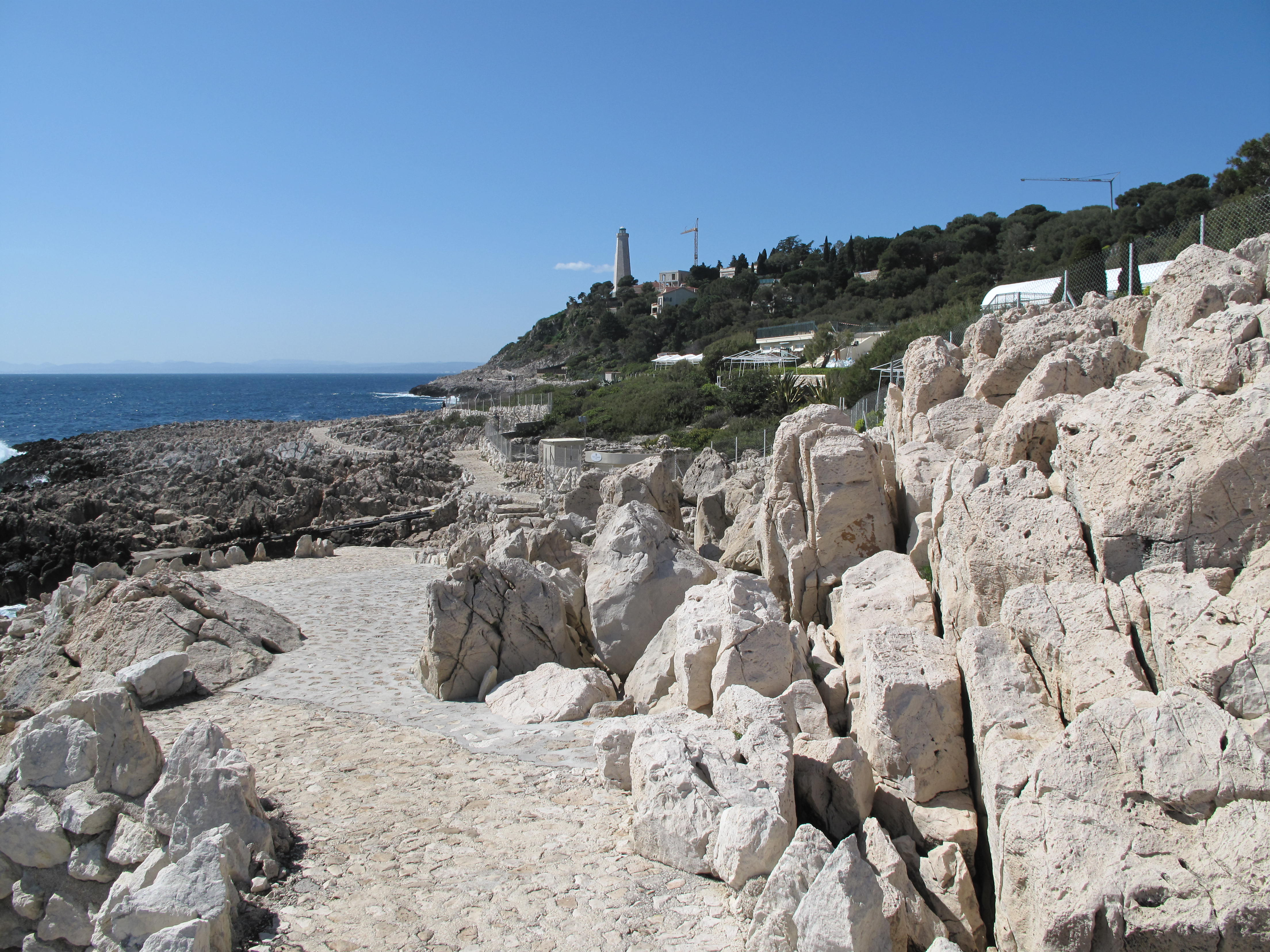
Le sentier du littoral du cap Ferrat.

Il faut franchir le pont Saint-Jean et se diriger vers le bout du cap Ferrat par l'avenue de Grasseuil, l'avenue Albert-Ier et le boulevard du Général-de-Gaulle faisant une boucle autour du cap. 
- Au passage, on visite la Villa Ephrussi de Rothschild, l'un des plus beaux palais de style Renaissance de la Côte d'Azur, le jardin botanique les Cèdres et le zoo.
- Le cap possède, en son extrémité sud, un phare; il est doté, en outre, d’un sémaphore utilisé par la Marine nationale pour réguler le trafic maritime et pour la prévention des incendies de forêt.
- Le Grand Hôtel du Cap-Ferrat(5*)[118] possède un restaurant gastronomique : Le Cap et son chef Jean-Claude Guillon(*)(##)[119].
- La pointe de Saint-Hospice, la plus à l'est de la péninsule, comporte une chapelle classée et marque l'entrée dans la baie de Beaulieu et la commune de Saint-Jean-Cap-Ferrat.

Saint-Jean-Cap-Ferrat
Le retour par la côte Est fait traverser Saint-Jean-Cap-Ferrat et :
- son port de plaisance[120].
- un palace : Hôtel Royal Riviera(5*).
- quelques haltes gastronomiques : La Voile d'or(##)[121] ; Le Panorama(##)[122], restaurant de l'hôtel Royal Riviera[123] ; La Table du Cap (##)[124].

On ferme la boucle en revenant au pont Saint-Jean.
Digression pédestre - sentier du Littoral
Un sentier pédestre dit du littoral permet de faire le tour du cap depuis la plage de Passable sur la Rade de Villefranche  jusqu’au port du village de Saint-Jean-Cap-Ferrat. Le sentier aménagé, d’une longueur de onze kilomètres, est jalonné de criques de calcaire au relief acéré. Les anfractuosités de ses rochers abritent une flore typique du bord de mer Méditerranéen comme la criste marine et l’anthyllis barba-jovis. Mais ce sentier peut devenir très dangereux par fort coup de mer.
De nouveau au pont Saint-Jean, le bord de mer se poursuit, à droite, par la D125 sous les noms de :
- avenue Jean Monnet ;
- avenue Fernand Dunan, le long du petit port de plaisance Pierre des Fourmis[126] ;
- avenue des Hellènes, passant derrière la villa Kérylos, une villa de style grecque antique construite sur un promontoire rocheux à l'est de la baie des Fourmis.

La D125 rejoint la D6098 dans le centre de Beaulieu qui devient :
- boulevard du Général Leclerc, bordé d'une nouvelle halte gastronomique réputée : La Réserve de Beaulieu et son chef Olivier Brulard(**)[127](###)[128].
- boulevard d'Alsace-Lorraine le long du grand port de plaisance de Beaulieu-sur-Mer[129].

#### Èze-Bord-de-Mer

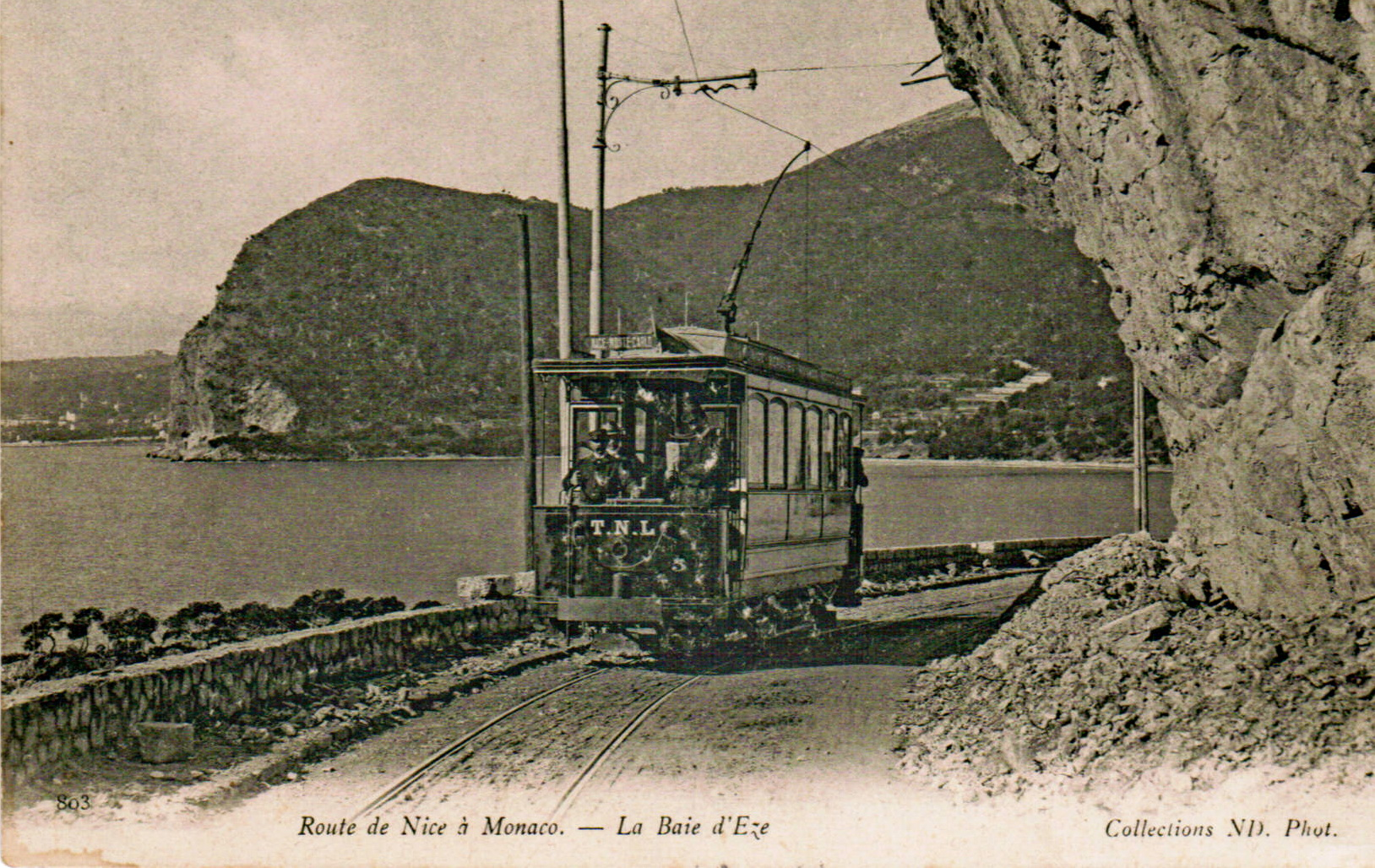
L'ancien Tramway de Nice et du Littoral circulait sur la Corniche de 1900 à 1929

C'est la partie basse de la très escarpée commune d'Èze et son jardin exotique.
Toujours « basse corniche », la D6098 est nommée avenue de la Liberté. Elle passe dans le tunnel du cap Estel, d'où elle ressort sous le nom d'avenue Raymond Poincaré. Cette avenue, une digression par rapport au tunnel, passe en bord de mer à la pointe de Cabuel bordée de belles villas et d'hôtels, dont le palace Cap Estel (5*), répertorié au patrimoine. À partir de là, la route domine la mer d'une centaine de mètres d'altitude jusqu'à la principauté de Monaco.

#### Cap-d'Ail

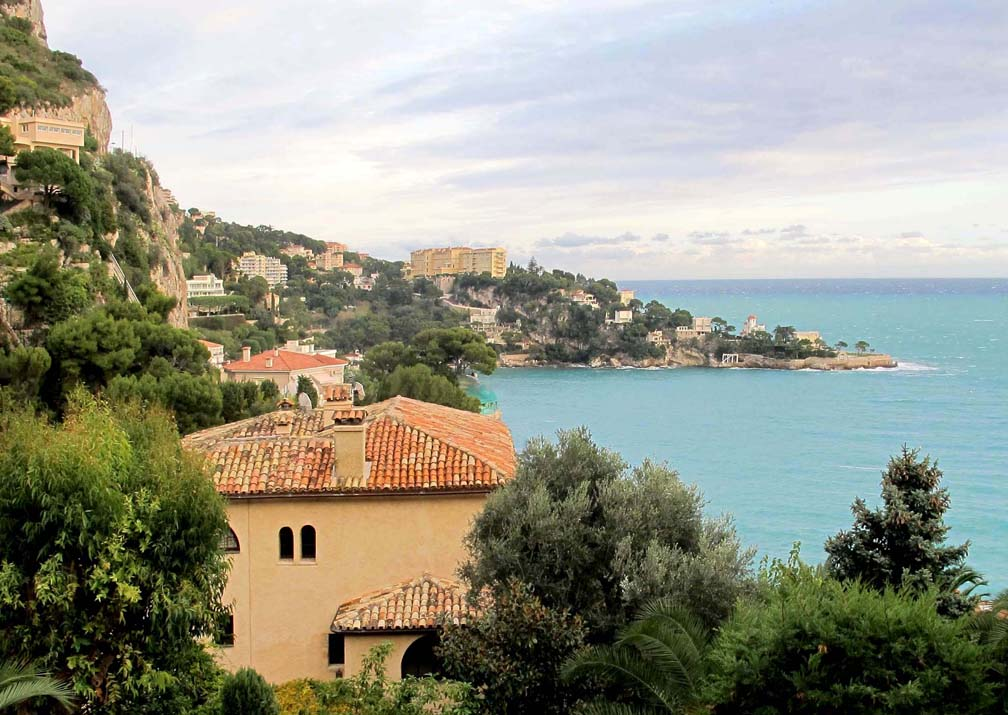
Cap-d'Ail

C'est la commune frontalière avec la principauté de Monaco. À l'entrée de la commune, la D6098 prend le nom d'avenue du 3 septembre. Elle possède aussi son port de plaisance juste à la frontière de la principauté de Monaco.

### Principauté de Monaco
43° 43′ 50,48″ N, 7° 25′ 37,68″ E - km 80

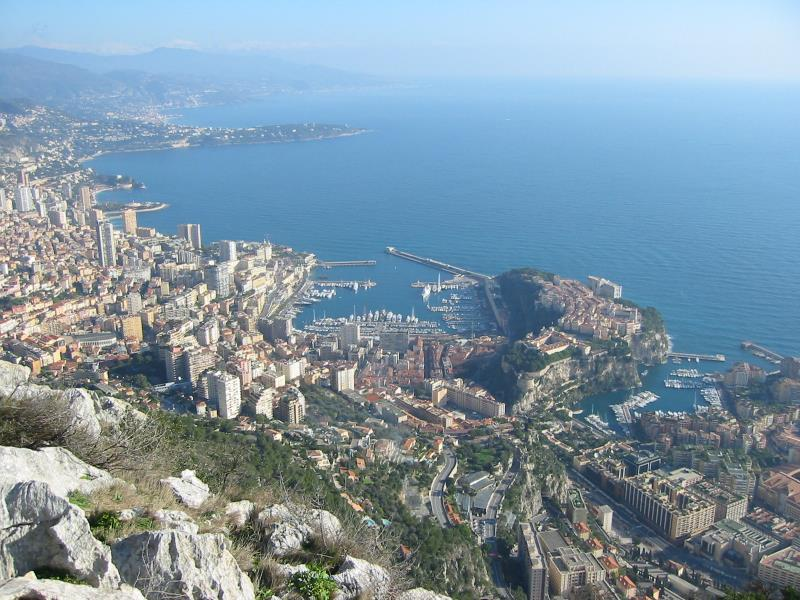
Monaco

La D6098 traverse la principauté se dénommant successivement : boulevard Charles-III, rue Grimaldi, avenue d'Ostende, boulevard des Moulins, boulevard d'Italie, jusqu'au retour en France à la place Antoine Repaire.

#### Roquebrune-Cap-Martin
La D6098 quitte la principauté et entre de nouveau dans les Alpes-Maritimes, sur la commune de Roquebrune-Cap-Martin, place Antoine-Repaire, et devient l'avenue de France, puis l'avenue Jean-Jaurès.

#### Fin de la D6098
43° 45′ 37,02″ N, 7° 27′ 08,83″ E
La D6098 se termine peu après en rejoignant la RN 7, devenant l'avenue de la Côte d'Azur, traversant le cap Martin.

#### Digression: route du bord de mer
Pour rester au plus près du bord de mer, la D52 — avenue Paul-Doumer — permet de s'en rapprocher.

### Cap Martin
43° 44′ 57,87″ N, 7° 29′ 13,91″ E km 89

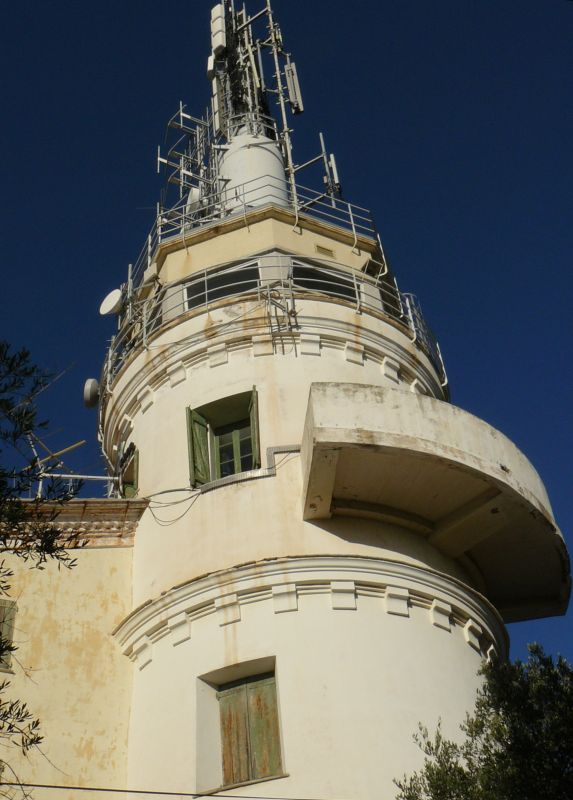
Le sémaphore du cap Martin

Très escarpé sur sa face ouest, la route ne s'en approche pas. Elle rejoint la mer sur la côte est, par l'avenue Sir-Winston-Churchill, passant proche du sémaphore, du Grand Hôtel du Cap-Martin et son square Sissi comportant un monument dédié au souvenir de l'impératrice d'Autriche, ainsi que de l'ouvrage de Cap-Martin (une partie de la ligne Maginot.
Au sortir du cap, le bord de mer se poursuit sur la D52 sous les noms de promenade du Cap Martin, puis promenade Robert-Schumann jusqu'à la limite de la commune de Menton.

#### Digression pédestre: lesentier «Le Corbusier»
D'une longueur de sept kilomètres, dit le Corbusier, du nom du célèbre architecte mort de noyade à cet endroit, il permet, outre une belle vue mer, de voir les très belles villas qui bordent le cap, dont la villa Torre Clementina, la villa E-1027 d'Eileen Gray et le Site corbuséen du Cap Martin. 
Il démarre sur la côte est du cap et se poursuit jusqu'à Monte-Carlo ; la durée de marche annoncée étant de 2 heures.
Le départ est clairement indiqué à côté du restaurant Le Pirate, une étape sympathique dans un restaurant accolé aux rochers, et aux murs décorés de nombreuses photos, collationées par son propriétaire Charles Viale, dit Robert le Pirate, décédé le 13 mars 2010 : un vrai musée où l'on retrouve des illustres clients depuis l'année 1945, dont entre autres Harry Belafonte, Frank Sinatra, Ingrid Bergman, Lauren Bacall, La Callas, Aristote Onassis, Jane Fonda, Alain Delon, Gregory Peck, Kirk Douglas, le prince Charles, Roger Moore, Jean Cocteau, Brigitte Bardot et Gunter Sachs la veille de leur mariage…

#### Menton

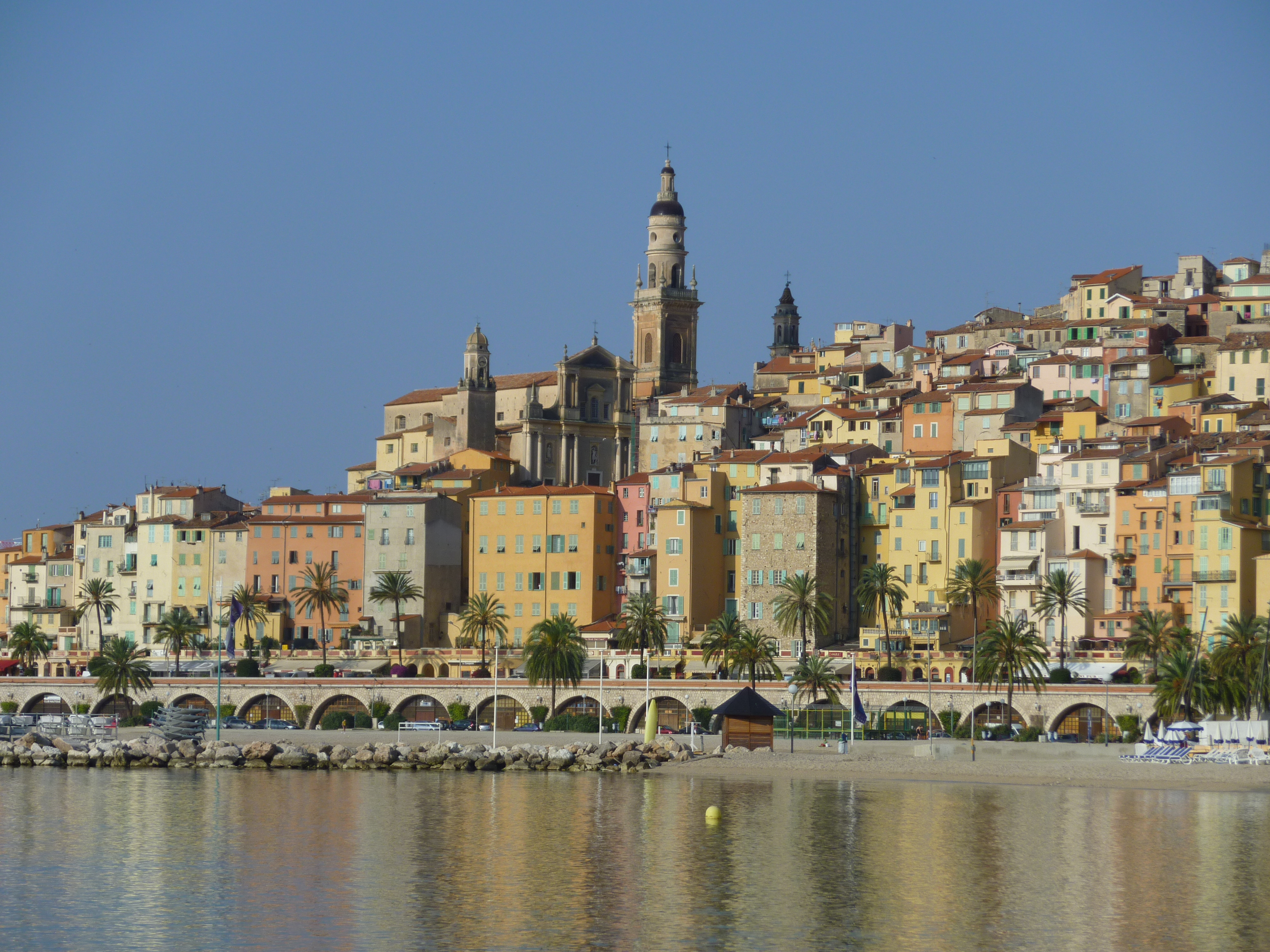
Menton

La D52 se poursuit tout le long du bord de mer dans Menton, sous les noms de Promenade du Soleil, esplanade Francis Palmero, quai de Monléon, puis quai Bonaparte. Depuis le parking du port, on ne manque pas de visiter : 
- le vieux port de Menton[135]
- le Bastion du XVIIe siècle, juste à l’entrée du port, et son musée Jean-Cocteau[136] présentant plusieurs mosaïques en galets, des tapisseries, des céramiques et de nombreux dessins et pastels, notamment les Innamorati inspirés par les amours des pêcheurs mentonnais
- la vieille ville et la basilique Saint-Michel-Archange, un joyau de l’art baroque, construite en 1619.

À la sortie du vieux port, la D52 rejoint la RN 7 au square Victoria et se poursuit sous le nom de Porte de France, puis promenade de la reine Astrid jusqu’au carrefour Robert-Schumann, frontière italienne, fin de la route. À l’époque de l’empire romain, c’est le lieu de passage de la Via Julia Augusta qui permet de rejoindre La Turbie.
- Sur la droite de la route : le port de plaisance de Menton-Garavan[137].
- En face, une dernière halte gastronomique avant l’Italie : le Paris Rome et son chef Yannick Fauries (##)[138].

### Fin de la route
43° 47′ 03,94″ N, 7° 31′ 47,21″ E km 96

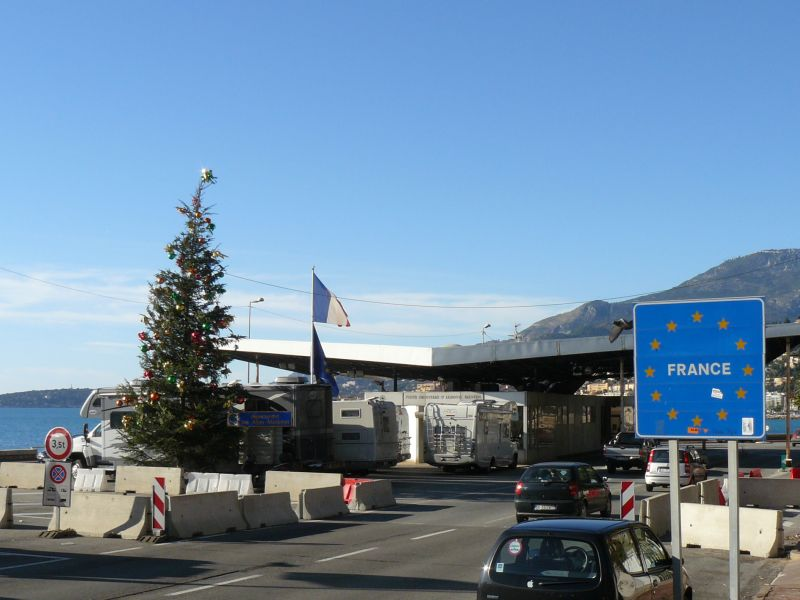
L'entrée en France sur la Nationale 7

La route se termine au poste frontière italien du pont Saint-Louis, connu aussi pour sa bataille en 1940.
Son début est à 59 km de là, à vol d'oiseau, dans le SW.
La route de bord de mer se poursuit, pratiquement sans interruptions, pendant des milliers de kilomètres faisant le tour de l'Italie, puis longeant les côtes d'Istrie, de la Slovénie, de la Croatie et du Monténégro.

## Piste cyclable
Le conseil général des Alpes-Maritimes a l'ambition de réaliser une piste cyclable bidirectionnelle de 3 m de large, séparée et protégée de la route, de Théoule à Menton, soit 74 km entièrement réservée aux cyclistes : La Littorale, s'inscrivant dans un vaste projet européen visant à permettre à terme de traverser les pays de l'arc méditerranéen de l'Espagne à la Grèce. Les travaux de la portion Cannes-Vallauris sont engagés en mars 2013, venant compléter des petites portions déjà réalisées sur d'autres communes,.

## Patrimoine architectural
Les bâtiments et monuments suivants, situés le long de la Route, sont répertoriés dans l’Inventaire général du patrimoine de la base Mérimée du Ministère de la Culture. Cette base recense et identifie aussi les monuments historiques (MH) du patrimoine français par un titre et une date de protection « inscrits MH » ou « protégé MH » ou « classés MH ». Un fichier régional est tenu également par la Direction régionale des Affaires culturelles (Drac) Paca, dont un tableau résumé permet une consultation rapide.

### Mandelieu-La Napoule
Château de la Napoule et le jardin du château.

### Cannes
Square Frédéric-Mistral (ex square Brougham) et sa fontaine ; abreuvoir et fontaine du square Jean Hibert ; Radisson blu 1835 Hotel & Thalasso ; port de Cannes ; tour du Suquet, chapelle Sainte-Anne et église Notre-Dame-d'Espérance ; Hôtel de ville et le monument aux morts ; marché Forville ; promenade des Allées de la Liberté et son kiosque à musique ; hôtel Spendid ; fontaine de la place Général-de-Gaulle ; gare maritime.
Front de mer dit boulevard de la Croisette, la Route est aussi répertoriée.
Casino municipal dans le Palais des Festivals; Café de Paris (ex Hôtel Edouard-VII et Brasserie de Genève) ; Hôtel Majestic ; Hôtel Gray et d'Albion ; Hôtel Gonnet et de la Reine ; Palais Croisette (ex cinéma dit Palais des Festivals) ; Grand hôtel ; Hôtel Carlton ; Résidence Miramar ; Hôtel Martinez ; immeuble dit Le Régent ; Cercle nautique ; casino d'été du Palm Beach.

### Vallauris Golfe-Juan
Colonne commémorative du débarquement de Napoléon.

### Juan-les-Pins
Villa Le Bungalow ; Villa El Djézaïr ; boulodrome dit bowling de la villa Médy Roc ; conciergerie dite loge de la villa La Presqu'île de l'Ilette actuellement villa Aigue-Marine ; Cottage de la Villa Eilenroc ; Église Notre-Dame de la Garoupe ; Phare de la Garoupe ; maison d'artiste dite Clos de la Garoupe ; immeuble Eden Beach ; maison (pavillon de bord de mer) dite Soleil Levant ; villa La Gardiolette.

### Antibes
Enceinte gréco-romaine ; Remparts et demi-bastion 17 dit Fort Saint-André ; Château des Grimaldi, actuellement musée Picasso ; Porte de France ; Fort-Carré ; Pont romain sur la Brague.

### Villeneuve-Loubet
Marina Baie des Anges.

### Nice
Palais de l'Agriculture ; Palais de la Méditerranée ; Hôtel Negresco ; Fontaine des Phocéens dite des Tritons, dans le jardin public Albert-Ier ; Opéra ; monument aux morts ; Ensemble concerté constitué au fond du port Lympia, dont l'église Notre-Dame du Port ; phare de Nice.

### Villefranche-sur-Mer
Chapelle Saint-Pierre ; Citadelle ; Vieille ville (Église Saint-Michel, Rue Obscure), Darse de Villefranche-sur-Mer ; Remparts (vestige dit Le Bastionnet) ; Tour dite Torre Vecchia ; douane puis établissement portuaire dit Gare maritime ; Hôtel Welcome ; La Réserve ; établissement de bains de Malariba ; promenade des Marinières.

### Saint-Jean-Cap-Ferrat
Chapelle de Saint-Hospice ; phare du cap Ferrat ; tour génoise de Saint-Hospice ; villa Ephrussi de Rothschild, dite villa Île-de-France et son jardin ; batterie du cap Ferrat ; Grand Hôtel du Cap-Ferrat ; Hôtel Savoye ; palais Mont-Fleuri ; fort-tour du Saint-Hospice ; Yacht Club ; villa Les Cèdres et son jardin ; palais Mont-Fleuri ; villa La Mauresque et son jardin ; monument à Léopold II ; villa Thalassa ; église paroissiale Saint-Jean-Baptiste

### Beaulieu-sur-Mer
Casino municipal ; Hôtel Métropole ; villa grecque Kerylos ; La Réserve de Beaulieu ; Hôtel Bristol et son restaurant dit La Rotonde.

### Èze-Bord-de-Mer
Hôtel Cap Estel ; Villa Casa Mayon.

### Cap-d'Ail
Caserne ; château de l'Hermitage ; château des Terrasses ; place dite square Baeverbrook.

### Roquebrune-Cap-Martin
Villa Cypris et son jardin ; villa Torre Clementina et son jardin ; site corbuséen du Cap Martin ; villa E-1027 d'Eileen Gray.

### Menton
Chapelle Saint-Jacques ; Le palais Carnolès.

## La route à petit budget

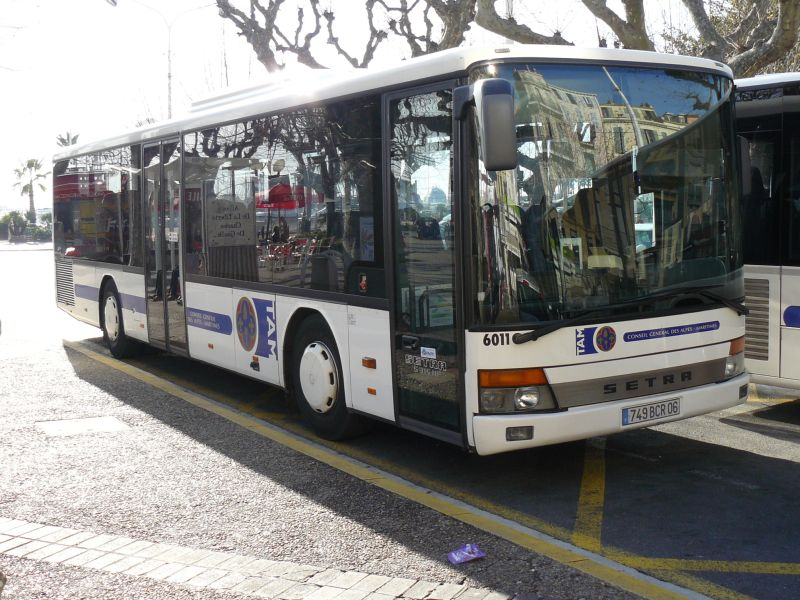
Les bus du Conseil Général rencontrés sur la Route

La route peut être parcourue à peu de frais.
- À vélo ; elle l'est très fréquemment, surtout le dimanche. De plus, progressivement elle comporte des tronçons de pistes cyclables.
- En autobus, grâce à l'effort du Conseil général des Alpes-Maritimes et ses bus à 1,50 euro[157], pour tout parcours Cannes-Nice (ligne 200) et Nice-Menton (ligne 100). Ces bus prennent essentiellement la Nationale 7, confondue parfois avec la Route, ou qui n'en est jamais très loin.
- Parcours pédestres littoraux, listés dans les « digressions ».
- Nombreux restaurants listés dans le Guide du routard.

## Alternatives
- Route nationale 7 : elle est toujours très proche de la route et se confond parfois avec elle. C'est la route empruntée par les bus qui relient les villes entre elles.
- Autoroute A8 : elle peut être assez éloignée, au nord de la Route, ou s'en rapprocher de très près, comme de Cagnes-sur-Mer à l'entrée de Nice.
- Hélicoptère par Heli Air Monaco et Monacair : avec des liaisons régulières avec l'aéroport de Nice et l'héliport de Cannes.
- Train Express Régional : il dessert avec des cadences assez élevées, toutes les petites gares qui longent la route.

## Marchés le long de la route

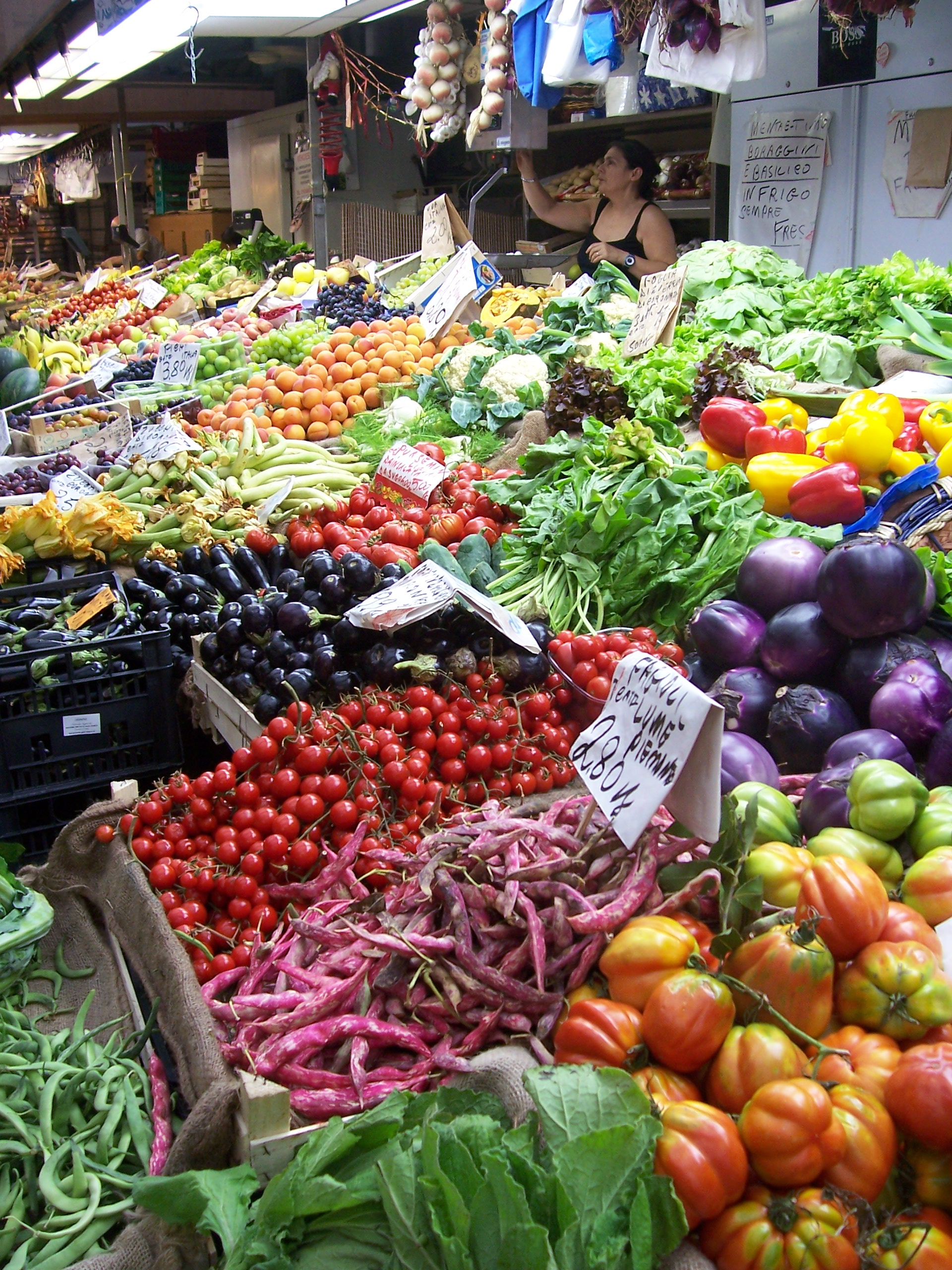
Étal typique de marché méditerranéen

La route longe divers marchés, autant de haltes prisées des voyageurs, voire des buts de visites.
Marchés couverts provençaux
- À Cannes, la digression pédestre proposée conduit à visiter le très beau marché Forville inauguré en 1884, en bois à l'époque, reconstruit en 1932 par l'architecte cannois Henri Bret[158].
- À Antibes également, la route, le cours Massena, longe le marché Massena, tenu à cet emplacement depuis des siècles, un marché provençal caractéristique où sont proposés tous les produits locaux, des produits de Provence, ainsi que des produits corses : épices divers, des douzaines de sortes d'olives différentes, des fleurs, de la charcuterie… dans une atmosphère typique.
- À Nice, le cours Saleya, très proche de la Route, comporte un marché abrité partiellement sous une structure rigide, dont un réputé marché aux fleurs.

Marchés provisoires
- des brocantes se tiennent à Cannes, sur les allées de la Liberté, le dimanche et à Nice sur le cours Saleya, le lundi.
- la promenade de la Pantiero à Cannes reçoit des marchés ou expositions temporaires, dont un marché de Noël, une partie du marché du film, lors du Festival de Cannes, un Salon automobile et, surtout, une partie importante du salon international de la plaisance[159], en septembre.
- l'esplanade du port Vauban d'Antibes reçoit chaque année un salon d'antiquaires de réputation internationale[160].
- le salon des antiquaires de Beaulieu-sur-Mer

## Épreuves sportives sur ou en bord de la Route

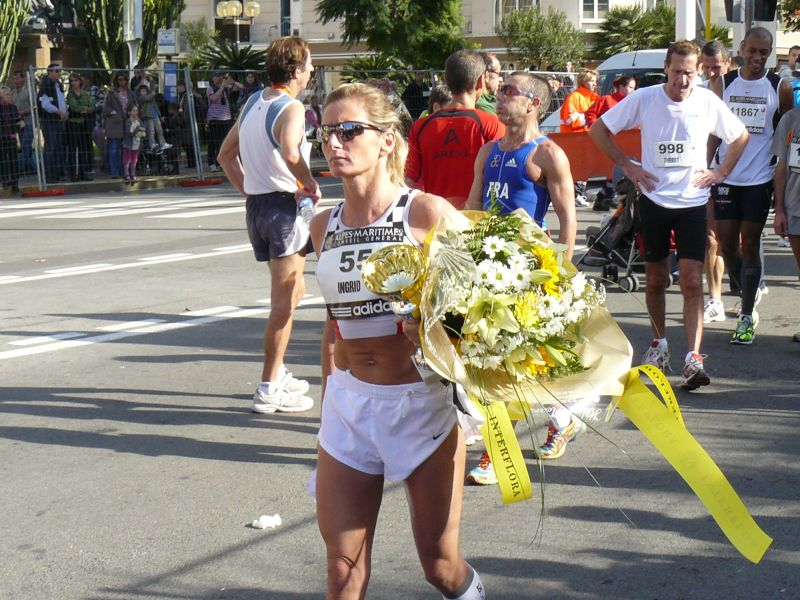
Arrivée du marathon des Alpes-Maritimes, Cannes, 9 novembre 2008

Plusieurs épreuves sportives se déroulent en tout ou partie sur la Route :
- Paris-Nice cycliste.
- Tour méditerranéen cycliste professionnel, en février.
- Tour de France cycliste, dont des arrivées ont lieu parfois sur la route[161]. Le Tour de France 2009, quant à lui, part carrément de la route, au Port Hercules de Monaco, le 4 juillet 2009[162]. Partant vers l'est, le prologue prend la route jusqu'à Roquebrune-Cap-Martin, avant de monter vers la Moyenne corniche. Il redescend plus tard vers son point de départ, première ligne d'arrivée. Le lendemain, la seconde étape, vers l'ouest, parcourt également la route via Nice, Saint-Laurent-du-Var et Cagnes-sur-Mer, la quittant pour un parcours montagneux.
- Rallye automobile Monte-Carlo
- Régates royales de Cannes[163], depuis 1929, dont départs et arrivées ont lieu depuis le quai Saint-Pierre, créant pendant une semaine en septembre, une animation très prisée au spectacle de bateaux de légende, Dragons, Vieux Gréments, Classe J, et plusieurs des Pen Duick, etc. et à la présence de skippers célèbres.
- Compétitions de pétanque, sur les allées de la Liberté le long de la promenade de la Pantiero, à Cannes.
- Triathlon de Nice
- Semi-marathon (21,1 km) et 10 000 mètres de Cannes, en février, couru de La Croisette à La Napoule[164].
- Prom'classic, course pédestre sur la promenade des Anglais à Nice[165]
- Marathon des Alpes-Maritimes, une épreuve créée en 2008, pratiquée presque entièrement sur 42,195 km de la Route de Nice à Cannes[166].
- Marathon de Monaco et des Riviera
- Courses hippiques sur l'hippodrome de la Côte d'Azur.

## Manifestations culturelles le long de la route

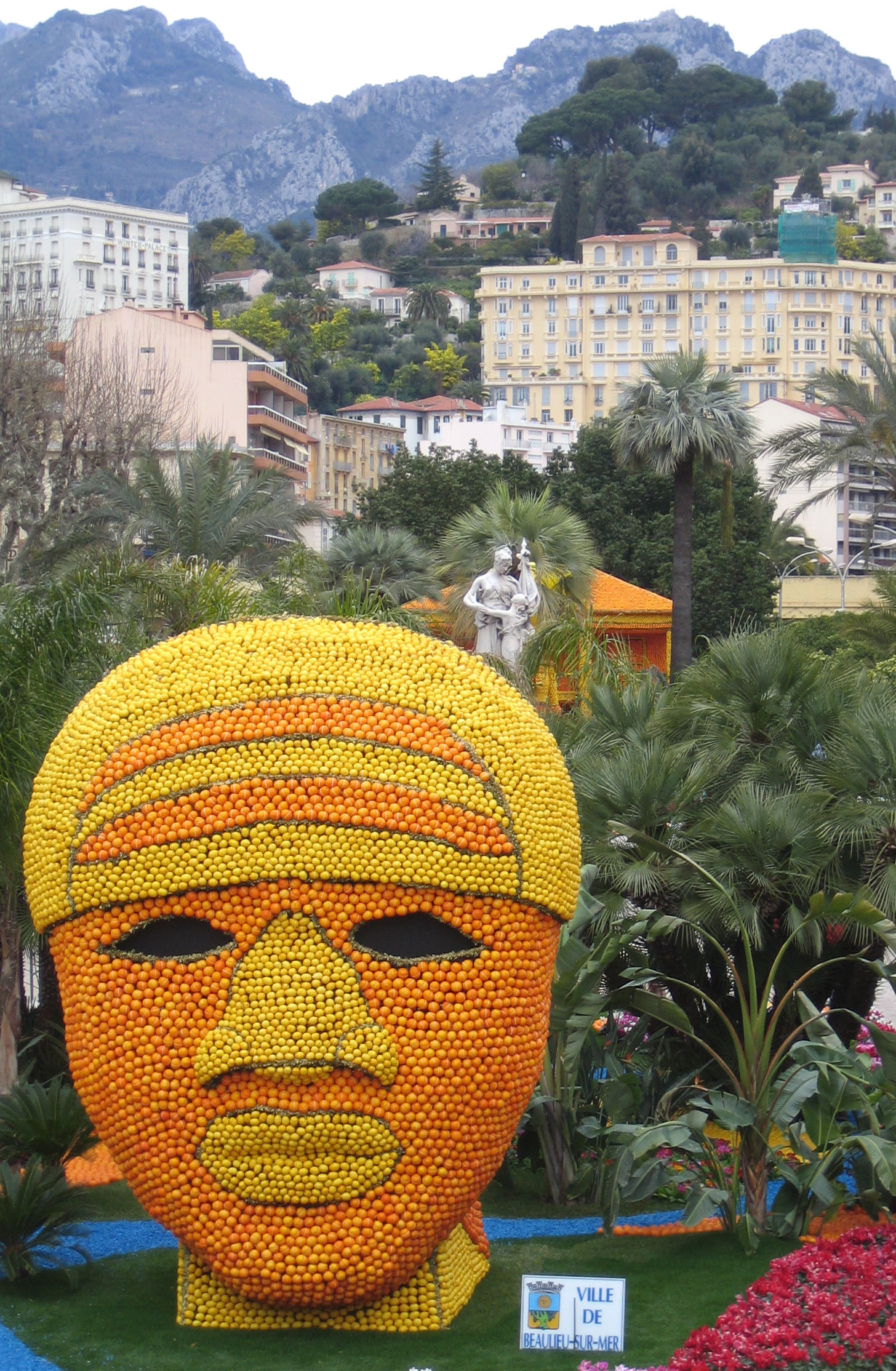
Fête du Citron de Menton

Parmi les très nombreuses manifestations culturelles des Alpes-Maritimes beaucoup se tiennent au bord de la Route, la fermant parfois temporairement.
- Pendant le Festival du film de Cannes, au mois de mai, la Route est fortement neutralisée, voire fermée complètement au droit de la Croisette. Acteurs et actrices, réalisateurs y déambulent à pied pour se rendre au Palais des Festivals, au milieu de la foule, serrant des mains et signant des autographes à tours de bras. Des milliers de personnes viennent chaque jour voir les montées des marches sur le fameux tapis rouge.
- Il en est de même au mois de janvier, lors du Midem, avec les chanteurs et chanteuses vedettes
- Carnaval de Nice[167].
- Fête du Citron de Menton[168].
- Fête du Mimosa de Mandelieu-La Napoule[169].
- Festival d'art pyrotechnique en été à Cannes.
- La fête de la musique, au mois de juin, draînant une foule importante à Cannes, vers les lieux où se produisent des orchestres le long de la route, du kiosque à musique des allées de la Liberté aux marches du palais des Festivals.
- Les grandes manifestations nationales, lors de grèves, se traduisent par des défilés sur certaines des portions de la route, principalement à Nice[170] et à Cannes, où les employés de établissement du premier constructeur de satellites européen, peuvent parfois bloquer sérieusement la route[171].

### Théoule
- théâtre Pierre Cardin

### Cannes
Le record des manifestations est trouvé au Palais des Festivals de Cannes qui voit se dérouler :
- le Midem, et ses NRJ Music Awards,  et parfois les Victoires de la musique, en janvier ;
- le Festival international des jeux, en février ;
- le Festival du film de Cannes, en plus d'être avant tout un marché du film en mai, y décerne de nombreux prix, dont la célèbre palme d'or ;
- le festival Performances d'acteurs, en juin ;
- le Jumping Festival en juin ;
- l'open international d'Échecs, en juillet ;
- le festival d'art russe, en août ;
- le Cannes Yachting Festival, en septembre ;
- les Régates Royales, en septembre  ;
- le festival international de danse, en novembre ;
- des pièces de théâtre, des ballets, des orchestres, des conférences, faisant des tournées provinciales, à longueur d'année[172].

Cannes héberge aussi l'Orchestre régional de Cannes-Provence-Alpes-Côte d’Azur, dont les nombreux concerts de saison sont donnés dans deux des salles de La Croisette : le théâtre Debussy, au palais des festivals et le théâtre Croisette dans l'hôtel Palais Stéphanie.
À Cannes aussi sont organisées :
- au mois de juillet, par le pianiste Gabriel Tacchino, Les Nuits Musicales du Suquet, se tenant sur le parvis de l'église éponyme, dominant le port.
- au mois d'août, le Festival de la Pantiero, se tenant sur la promenade du même nom, consacré à la musique techno.
- toute l'année, les congrès, expositions et salons professionnels : TFWE (Tax Free World Exhibition), Marché international du tourisme de luxe (ILTM), Cannes Lions Festival, etc.

La Malmaison, sur la Croisette, est un centre d'art contemporain.
L'espace culturel du palais Miramar, sur la Croisette également, organise des expositions et son auditorium accueille de nombreuses conférences, dont celles de Connaissance du Monde.

### Golfe-Juan
- théâtre de la Mer Jean Marais, nombreuses représentations pendant la saison estivale.

### Juan-les-Pins
- Jazz à Juan, festival dans la pinède.

### Antibes
Le festival des Musiques au Cœur d'Ève Ruggiéri se tient :
- à la villa Eilenroc au cap d'Antibes ;
- au chantier naval Opéra du port Vauban.

Les Nuits Carrées, sont un festival de spectacles vivants, théâtre et concerts se déroulant au Fort Carré.

### Nice
- Le Centre universitaire méditerranéen (CUM), au numéro 65 de la promenade des Anglais, propose un programme varié : conférences, concerts, colloques, tables rondes, expositions ainsi que des animations pour enfants et adolescents.
- Le théâtre de verdure du jardin Albert-Ier, accueille de nombreuses manifestations avec des artistes en concert dont deux festivals : NuZiq, consacré à la musique électro et Les Enfants du Rock en mai.
- L’Opéra de Nice, sur le quai des États-Unis, a une saison artistique fournie[175].

## Films tournés sur la route du bord de mer
De très nombreux films sont tournés sur la Côte d'Azur, les personnages empruntant peu ou prou la route et plus particulièrement à Cannes. La liste suivante se limite aux plus réputés, c'est-à-dire notés au-dessus de la moyenne (> 5,0/10) dans l'encyclopédie mondiale du cinéma IMDB.
- 1933 : Parfait accord (Perfect Understanding) de Cyril Gardner, avec Gloria Swanson
- 1955 : La Main au collet d'Alfred Hitchcock avec Cary Grant et Grace Kelly
- 1963 : Mélodie en sous-sol de Henri Verneuil avec Jean Gabin et Alain Delon[176]
- 1978 : Evening in Byzantium de Jerry London avec Christian Marquand, Glenn Ford
- 1980 : Le Coup du parapluie de Gérard Oury, avec Pierre Richard, Valérie Mairesse, Christine Murillo, Gordon Mitchell, Gérard Jugnot, Maurice Risch, Dominique Lavanant
- 1982 : La Mémoire de Youssef Chahine
- 1983 : James Bond - Jamais plus jamais avec Sean Connery et Kim Basinger
- 1988 : Le Grand Bleu de Luc Besson, avec Jean Reno, Jean-Marc Barr et Rosanna Arquette
- 1994 : La Cité de la peur d'Alain Berberian avec Alain Chabat, Chantal Lauby, Dominique Farrugiaet Gérard Darmon
- 1994 : Grosse Fatigue de Michel Blanc avec Michel Blanc, Carole Bouquet, Philippe Noiret
- 1997 : Cannes... les 400 coups de Gilles Nadeau
- 1997 : Crème et Châtiment (l'entartement de Toscan du Plantier au festival de Cannes 1996) de Jan Bucquoy
- 2001 : Festival in Cannes de Henry Jaglom
- 2002 : Femme Fatale de Brian De Palma avec Rebecca Romijn-Stamos, Antonio Banderas, Peter Coyote
- 2002 : Festival in Cannes de Henry Jaglom avec Anouk Aimée et Maximilian Schell
- 2002 : Le Transporteur écrit par Luc Besson, réalisé par Louis Leterrier et Corey Yuen, avec Jason Statham, Shu Qi, Matt Schulze et François Berléand
- 2006 : Cannes, 60 ans d'histoire de Gilles Nadeau
- 2006 : Hors de prix de Pierre Salvadori avec Audrey Tautou et Gad Elmaleh
- 2007 : Les Vacances de Mr. Bean de Steve Bendelack
- 2007 : Taxi 4 de Gérard Krawczyk, avec Samy Naceri, Frédéric Diefenthal, Bernard Farcy, Emma Sjöberg[176]
- 2008 : Panique à Hollywood (What Just Happened), de Barry Levinson, avec Robert De Niro, Bruce Willis et Sean Penn
- 2008 : La Fille de Monaco, de Anne Fontaine avec Fabrice Luchini, Roschdy Zem, Louise Bourgoin

## Rubrique «people»
La route est bordée de nombreux immeubles d'habitation et de villas recherchés par une clientèle européenne ou internationale motivée par l’haliotropisme. Dans ses endroits les plus remarquables, les prix peuvent atteindre des sommets, et parfois, parmi les plus onéreux au monde. On y rencontre de nombreuses personnalités y ayant une résidence, telles que : Pierre Cardin, Serge Dassault, à Théoule-sur-Mer ; Roman Abramovitch, le Château de la Croë au Cap d'Antibes ; Tina Turner, à Villefranche-sur-Mer, Paul Allen, Jack Nicholson, à Saint-Jean-Cap-Ferrat ; Bono, à Èze ; Arsène Wenger, à Roquebrune-Cap-Martin.